# Розселення народів Росії по суб'єктах РФ
У таблицях представлені народи і народності   Росії та їхнє розселення по суб'єктах РФ з чисельністю (в дужках - у вигляді процентної частки народу в суб'єкті РФ від чисельності народу в цілому в країні за даними перепису 2010 року і  перепису 2002 року). З часом стають очевидними особливості розподілу, наприклад,  татар, лише більше третини (38% у 2010 році та 36% у 2002 році) з яких проживають в Татарстані, а решта розселені по інших регіонах, в тому числі в Башкортостані - майже п'ята частина від татар Росії (19% у 2010 році та 18% у 2002 р).

## Розселення народів Росії по суб'єктах РФ (2010 р)
| №   | Народність                   | у тому чилі | Чисель ність осіб | %        | Основні регіони розселення - чисельність народу в суб’єкті РФ (% від загальної чисельності народу в Росії) |
| --- | ---------------------------- | --- | ----------------- | -------- | --- |
| 1   | Росіяни                      | казаки, поморяни | 111016896         | 77,71 %  | всі суб’єкти РФ (Москва — 9930410 осіб (8,9 % від загальної чисельності росіян у РФ); Московська область — 6202672 осіб (5,6 %); Краснодарський край — 4522962 осіб (4,1 %); Санкт-Петербург — 3908753 осіб (3,5 %); Ростовська область — 3795607 осіб (3,4 %); Свердловська область — 3684843 осіб (3,3 %), Нижегородська область — 3109661 осіб (2,8 %) тощо) |
| 2   | Татари                       | кряшени, мішари, сибірські татари, астраханські татари | 5310649           | 3,72 %   | Татарстан — 2012571 осіб (37,9 % від татар у РФ); Башкортостан — 1009295 осіб (19,0 %); Тюменська область — 239995 осіб (4,5 %) (ХМАО — 108899 осіб (2,0 %)); Челябінська область — 180913 осіб (3,4 %); Оренбурзька область — 151492 осіб (2,9 %); Ульяновська область — 149873 осіб (2,8 %); Москва —149043 осіб (2,8 %); Свердловська область — 143803 осіб (2,7 %); Самарська область — 126124 осіб (2,4 %); Пермський край — 115544 осіб (2,2 %); Удмуртія — 98831 осіб (1,9 %); Пензенська область — 86431 осіб (1,6 %); Астраханська область — 60523 осіб (1,1 %) тощо |
| 3   | Українці                     | | 1927988           | 1,35 %   | Тюменська область — 157296 осіб (8,2 %) (ХМАО — 91323 осіб (4,7 %), ЯНАО — 48985 осіб (2,5 %)); Москва — 154104 осіб (8,0 %); Московська область — 119474 осіб (6,2 %); Краснодарський край — 83746 осіб (4,3 %); Ростовська область — 77802 осіб (4,0 %); Санкт-Петербург — 64446 осіб (3,3 %); Омська область — 51841 осіб (2,7 %); Челябінська область — 50081 осіб (2,7 %); Приморський край — 49953 осіб (2,6 %); Оренбурзька область —49610 осіб (2,6 %) тощо |
| 4   | Башкири                      | | 1584554           | 1,11 %   | Башкортостан — 1172287 осіб (74,0 %); Челябінська область — 162513 осіб (10,3 %); Оренбурзька область — 46696 осіб (2,9 %); Тюменська область — 46405 осіб (2,9 %) (ХМАО — 35428 осіб (2,2 %)); Пермський край — 32730 осіб (2,1 %); Свердловська область — 31183 осіб (2,0 %) |
| 5   | Чуваші                       | | 1435872           | 1,01 %   | Чувашія — 814750 осіб (56,7 %); Татарстан — 116252 осіб (8,1 %); Башкортостан — 107450 осіб (7,5 %); Ульяновська область — 94970 осіб (6,6 %); Самарська область — 84105 осіб (5,9 %) |
| 6   | Чеченці                      | чеченці-аккинці | 1431360           | 1,00 %   | Чечня — 1206551 осіб (84,3 %); Дагестан — 93658 осіб (6,5 %); Інгушетія — 18765 осіб (1,3 %); Москва — 14524 осіб (1,0 %) |
| 7   | Вірмени                      | черкесогаї | 1182388           | 0,83 %   | Краснодарський край — 281680 осіб (23,8 %); Ставропольський край — 161324 осіб (13,6 %); Ростовська область — 110727 осіб (9,4 %); Москва — 106466 осіб (9,0 %); Московська область — 63306 осіб (5,4 %) тощо |
| 8   | Аварці                       | андійці, дідойці (цези)]] та арчинці | 912090            | 0,64 %   | Дагестан — 850011 осіб (93,2 %); Ставропольський край — 7167 осіб (0,9 %); Москва — 4950 осіб (0,6 %) |
| 9   | Мордва                       | мордва-мокша, мордва-ерзя | 744237            | 0,52 %   | Мордовія — 333112 осіб (44,8 %); Самарська область — 65447 осіб (8,8 %); Пензенська область — 54703 осіб (7,4 %); Ульяновська область — 38977 осіб (5,2 %); Оренбурзька область — 38682 осіб (5,2 %); Башкортостан — 20300 осіб (2,7 %) |
| 10  | Казахи                       | | 647732            | 0,45 %   | Астраханська область — 149415 осіб (23,1 %); Оренбурзька область — 120262 осіб (18,6 %); Омська область — 78303 осіб (12,2 %); Саратовська область — 76007 осіб (11,7 %); Волгоградська область — 46223 осіб (7,1 %); Челябінська область — 35297 (5,4 %) |
| 11  | Азербайджанці                | | 603070            | 0,42 %   | Дагестан — 130919 осіб (21,7 %); Москва — 57123 осіб (9,5 %); Тюменська область — 43610 осіб (7,2 %); Московська область — 19061 осіб (3,2 %); Ростовська область — 17961 осіб (3,0 %); Ставропольський край — 17800 осіб (3,0 %); Санкт-Петербург — 17717 осіб (2,9 %); Красноярський край — 16341 осіб (2,7 %); тощо |
| 12  | Даргинці                     | кайтагці, кубачинці | 589386            | 0,41 %   | Дагестан — 490384 осіб (83,2 %); Ставропольський край — 49302 осіб (8,4 %); Ростовська область — 8304 осіб (1,4 %); Калмикія — 7590 осіб (1,3 %); Астраханська область — 4241 осіб (0,7 %) |
| 13  | Удмурти                      | | 552299            | 0,39 %   | Удмуртія — 410584 осіб (74,3 %); Татарстан — 23454 осіб (4,2 %); Башкортостан — 21477 осіб (3,9 %); Пермський край — 20819 осіб (3,8 %); Свердловська область — 13789 осіб (2,5 %); Кіровська область — 13639 осіб (2,5 %) |
| 14  | Марійці                      | гірські марійці, лучно-східні марійці | 547605            | 0,38 %   | Марій Ел — 290863 осіб (53,1 %); Башкортостан — 103658 осіб (18,9 %); Кіровська область — 29598 осіб (5,4 %); Свердловська область — 23801 осіб (4,3 %); Татарстан — 18848 осіб (3,4 %) |
| 15  | Осетини                      | дигорон (дигорці), ірон (іронці) | 528515            | 0,37 %   | Північна Осетія-Аланія — 459688 осіб (87,0 %); Москва — 11311 осіб (2,1 %); Кабардино-Балкарія — 9129 осіб (1,7 %); Ставропольський край — 7988 осіб (1,5 %); Краснодарський край — 4537 осіб (0,86 %); Карачаєво-Черкесія — 3142 осіб (0,6 %) |
| 16  | Білоруси                     | | 521443            | 0,37 %   | Москва — 39225 осіб (7,5 %); Санкт-Петербург — 38136 осіб (7,3 %); Калінінградська область — 32497 осіб (6,2 %); Московська область — 31665 осіб (6,1 %); Тюменська область — 25648 осіб (4,9 %) (ХМАО —14703 осіб (2,8 %)) ; Карелія — 23345 осіб (4,5 %); Ленінградська область — 16830 осіб (3,2 %); Ростовська область — 16493 осіб (3,2 %) |
| 17  | Кабардинці                   | | 516826            | 0,36 %   | Кабардино-Балкарія — 490453 осіб (94,9 %); Ставропольський край — 7993 осіб (1,5 %); Москва — 3698 осіб (0,7 %) |
| 18  | Кумики                       | | 503060            | 0,35 %   | Дагестан — 431736 осіб (85,8 %); Тюменська область — 18668 осіб (3,7 %) (ХМАО — 13849 осіб (2,8 %); ЯНАО — 4466 осіб (0,9 %)); Північна Осетія-Аланія — 16092 осіб (3,2 %); Чечня — 12221 осіб (2,4 %) |
| 19  | Якути                        | | 478085            | 0,33 %   | Якутія (Саха) — 466492 осіб (97,6 %); Москва — 1508 осіб (0,3 %); Красноярський край — 1468 осіб (0,3 %); Хабаровський край — 1417 осіб (0,3 %) |
| 20  | Лезгини                      | | 473722            | 0,33 %   | Дагестан — 385240 осіб (81,3 %); Тюменська область — 16246 осіб (3,4 %) (ХМАО — 13335 осіб (2,8 %)); Ставропольський край — 7900 осіб (1,7 %), Москва — 5719 осіб (1,2 %) |
| 21  | Буряти                       | | 461389            | 0,32 %   | Бурятія — 286839 осіб (62,2 %); Іркутська область — 77667 осіб (16,8 %); Забайкальський край — 73941 осіб (16,0 %); Якутія (Саха) — 7011 осіб (1,5 %) |
| 22  | Інгуші                       | | 444833            | 0,31 %   | Інгушетія — 385537 осіб (86,6 %); Північна Осетія-Аланія — 28336 осіб (6,4 %); Москва — 4354 осіб (1,0 %), Чечня — 1296 осіб (0,3 %) |
| 23  | Німці                        | менноніти | 394138            | 0,28 %   | Алтайський край — 50 701 осіб (2,1 %); Омська область — 50 055 осіб (2,6 %); Новосибірська область — 30 924 осіб (1,2 %); Кемеровська область — 23 125 осіб (0,8 %);Красноярський край — 22 363 осіб (0,8 %); Тюменська область — 20 723 осіб (0,6 %);Челябінська область — 18 687 осіб (0,5 %); Свердловська область — 14 914 осіб (0,3 %) |
| 24  | Узбеки                       | | 289862            | 0,20 %   | Москва — 35595 осіб (12,3 %); Московська область — 25800 осіб (8,9 %); Санкт-Петербург — 20345 осіб (7,0 %); Тюменська область — 14743 осіб (5,1 %) (ХМАО — 9970 осіб (3,4 %); ЯНАО — 1775 осіб (0,6 %)); Новосибірська область — 12655 осіб (4,4 %); Самарська область — 11242 осіб (3,9 %); Свердловська область — 9358 осіб (3,2 %); Приморський край — 8993 осіб (3,1 %); Татарстан — 8881 осіб (3,1 %); Башкортостан — 7945 осіб (2,7 %) тощо |
| 25  | Тувинці                      | тоджинці | 263934            | 0,18 %   | Тива — 249299 осіб (94,5 %); Красноярський край — 2939 осіб (1,1 %); Іркутська область — 1674 (0,6 %); Новосибірська область — 1252 (0,5 %) |
| 26  | Комі                         | комі-іжемці | 228235            | 0,16 %   | Республіка Комі — 202348 осіб (88,7 %); Тюменська область — 8469 осіб (3,7 %) (ЯНАО — 5141 осіб (2,3 %); ХМАО — 2364 осіб (1,0 %)); Архангельська область — 4583 осіб (2,0 %) (Ненецький АО — 3623 осіб (1,6 %)); Мурманська область — 1649 осіб (0,7 %) |
| 27  | Карачаєвці                   | | 218403            | 0,15 %   | Карачаєво-Черкесія — 194324 осіб (89,0 %); Ставропольський край — 15598 осіб (7,1 %) |
| 28  | Цигани                       | | 204958            | 0,14 %   | Ставропольський край — 30879 осіб (15,1 %); Ростовська область — 16657 осіб (8,1 %); Краснодарський край — 12920 осіб (6,0 %); Волгоградська область — 8216 осіб (4,0 %); Астраханська область — 5214 осіб (2,5 %); Воронезька область — 5153 осіб (2,5 %); Самарська область — 4875 осіб (2,4 %) тощо |
| 29  | Таджики                      | | 200303            | 0,14 %   | Москва — 27280 осіб (13,6 %); Московська область — 15549 осіб (7,8 %); Тюменська область — 14328 осіб (7,2 %) (ХМАО — 9793 осіб или 4,9 %); Санкт-Петербург — 12072 осіб (6,0 %); Свердловська область — 11138 осіб (5,6 %); Новосибірська область — 10054 осіб (5,0 %) тощо |
| 30  | Калмики                      | | 183372            | 0,13 %   | Калмикія — 162740 осіб (88,7 %); Астраханська область — 6624 осіб (3,6 %) |
| 31  | Лакці                        | | 178630            | 0,13 %   | Дагестан — 161276 осіб (90,3 %); Ставропольський край — 2644 осіб (1,5 %); Москва — 2185 осіб (1,2 %); Тюменська область — 1761 осіб (1,0 %) (ХМАО — 1268 осіб или 0,7 %);Кабардино-Балкарія — 1462 осіб (0,8 %) |
| 32  | Грузини                      | аджарці, інгілойці, лази, мегрели, свани | 157803            | 0,11 %   | Москва — 38934 осіб (24,7 %); Краснодарський край — 17826 осіб (11,3 %); Московська область — 10600 осіб (6,7 %); Північна Осетія-Аланія — 9095 осіб (5,8 %); Ростовська область — 8296 осіб (5,3 %); Санкт-Петербург — 8274 осіб (5,2 %); Ставропольський край — 7526 осіб (4,8 %) |
| 33  | Євреї                        | | 156801            | 0,11 %   | Москва — 53145 осіб (33,9 %); Санкт-Петербург — 24132 осіб (15,4 %); Московська область — 7164 осіб (4,6 %); Свердловська область — 5423 осіб (3,5 %); ... ; Єврейська автономна область — 1628 осіб (1,0 %) |
| 34  | Молдавани                    | | 156400            | 0,11 %   | Москва — 21699 осіб (13,9 %); Московська область — 19611 осіб (12,5 %); Тюменська область — 15806 осіб (10,1 %) (ХМАО — 9476 осіб (6,1 %); ЯНАО — 4712 осіб (3,0 %)); Санкт-Петербург — 7200 осіб (4,6 %); Ростовська область — 6664 осіб (4,3 %); Краснодарський край — 5170 осіб (3,3 %) тощо |
| 35  | Корейці                      | | 153156            | 0,11 %   | Сахалінська область — 24993 осіб (16,3 %); Приморський край — 18824 осіб (12,3 %); Ростовська область — 11597 осіб (7,6 %); Москва — 9783 осіб (6,4 %); Хабаровський край — 8015 осіб (5,2 %); Волгоградська область — 7044 осіб (4,6 %); Ставропольський край — 6759 осіб (4,4 %); Кабардино-Балкарія — 4034 осіб (2,6 %) |
| 36  | Табасарани                   | | 146360            | 0,10 %   | Дагестан — 118848 осіб (81,2 %); Ставропольський край — 6951 осіб (4,7 %) |
| 37  | Адигейці                     | | 124835            | 0,09 %   | Адигея — 107048 осіб (85,8 %); Краснодарський край — 13834 осіб (11,1 %) |
| 38  | Балкарці                     | | 112924            | 0,08 %   | Кабардино-Балкарія — 108577 осіб (96,2 %) |
| 39  | Турки                        | | 105058            | 0,07 %   | Ростовська область — 35902 осіб (34,2 %); Кабардино-Балкарія — 13965 осіб (13,3 %); Ставропольський край — 10419 осіб (9,9 %); Краснодарський край — 8527 осіб (8,1 %); Волгоградська область — 5252 осіб (5,0 %); Білгородська область — 4665 осіб (4,4 %); Північна Осетія-Аланія — 3383 осіб (3,2 %) |
| 40  | Ногайці                      | карагаші | 103660            | 0,07 %   | Дагестан — 40407 осіб (39,0 %); Ставропольський край — 22006 осіб (21,2 %); Карачаєво-Черкесія — 15654 осіб (15,1 %); Астраханська область — 7589 осіб (7,3 %); ЯНАО — 3479 осіб (3,4 %); Чечня — 3444 осіб (3,3 %) |
| 41  | Киргизи                      | | 103422            | 0,07 %   | Красноярський край — 8423 осіб (8,1 %); Новосибірська область — 6506 осіб (6,3 %); Свердловська область — 6304 осіб (6,1 %); Якутія (Саха) — 5022 осіб (4,9 %); Іркутська область — 4507 осіб (4,4 %) |
| 42  | Комі-перм’яки                | | 94456             | 0,07 %   | Пермський край — 81084 осіб (85,8 %); Тюменська область — 2621 осіб (2,8 %) (ХМАО — 2134 осіб (2,3 %)); Свердловська область — 1328 осіб (1,4 %); Ростовська область — 1113 осіб (1,2 %); Республіка Комі — 659 осіб (0,7 %) |
| 43  | Греки                        | уруми | 85640             | 0,06 %   | Ставропольський край — 33573 осіб (39,2 %); Краснодарський край — 22595 осіб (26,4 %) |
| 44  | Алтайці                      | теленгіти, тубалари, челканці | 74238             | 0,05 %   | Алтай — 68814 осіб (92,7 %) ; Алтайський край — 1763 осіб |
| 45  | Черкеси                      | | 73184             | 0,05 %   | Карачаєво-Черкесія — 56466 осіб (77,2 %); Краснодарський край — 5258 осіб (7,2 %); Адигея — 2651 осіб (3,6 %); Кабардино-Балкарія — 2475 осіб (3,4 %); Ставропольський край — 2326 осіб (3,2 %); Москва — 1101 осіб (1,5 %); |
| 46  | Хакаси                       | | 72959             | 0,05 %   | Хакасія — 63643 осіб (87,2 %); Красноярський край — 4100 осіб (5,6 %) |
| 47  | Казаки                       | | 67573             | 0,05 %   | Ростовська область — 29682 осіб (43,9 %); Волгоградська область — 18452 осіб (27,3 %); Краснодарський край — 5261 осіб (7,8 %); Ставропольський край — 3006 осіб (4,4 %); Карачаєво-Черкесія — 465 осіб (0,7 %) |
| 48  | Карели                       | | 60815             | 0,04 %   | Карелія — 45570 осіб (74,9 %); Тверська область — 7394 осіб (12,2 %); Санкт-Петербург — 1396 осіб (2,3 %);Мурманська область — 1376 осіб (2,3 %); Ленінградська область — 1345 осіб (2,2 %) |
| 49  | Мордва-ерзя                  | | 57008             | 0,04 %   | Мордовія — 49579 осіб (87,0 %); Самарська область — 2328 осіб (4,1 %); Пензенська область — 1607 осіб (2,8 %); Нижегородська область — 1331 осіб (2,3 %); Ульяновська область — 690 осіб (1,2 %); Чувашія — 249 осіб (0,4 %) |
| 50  | Поляки                       | | 47125             | 0,03 %   | Москва — 3122 осіб (6,6 %); Калінінградська область — 2788 осіб (5,9 %); Санкт-Петербург — 2647 осіб (5,6 %); Тюменська область — 2418 осіб (5,1 %); Омська область — 2231 осіб (4,7 %) |
| 51  | Ненці                        | | 44640             | 0,03 %   | Тюменська область — 31621 осіб (55,5 %) (Ямало-Ненецький АО — 29772 осіб (52,2 %); Ханти-Мансійський АО — Югра — 1438 осіб (2,5 %)); Архангельська область — 8020 осіб (14,1 %) (Ненецький АО — 7504 осіб (13,2 %)); Красноярський край — 3633 осіб (6,4 %); Республіка Комі — 503 осіб (0,9 %) |
| 52  | Абазини                      | | 43341             | 0,03 %   | Карачаєво-Черкесія — 36919 осіб (85,2 %); Ставропольський край — 3646 осіб (8,4 %); Тюменська область — 660 осіб (1,5 %, ХМАО — 422 осіб (1,0 %)); Кабардино-Балкарія — 418 осіб (1,0 %) |
| 53  | Єзиди                        | | 40586             | 0,03 %   | Краснодарський край — 5023 осіб (12,4 %); Нижегородська область — 3781 осіб (9,3 %); Ставропольський край — 3348 осіб (8,2 %); Ярославська область — 3287 осіб (8,1 %); Новосибірська область — 2507 осіб (6,2 %) |
| 54  | Евенки                       | | 38396             | 0,03 %   | Якутія (Саха) — 21008 осіб (54,7 %); Хабаровський край — 4654 осіб (12,1 %); Красноярський край — 4372 осіб (11,4 %); Бурятія — 2974 осіб (7,7 %); Амурська область — 1481 осіб (3,9 %); Забайкальський край — 1387 осіб (3,6 %); Іркутська область — 1272 осіб (3,3 %) |
| 55  | Туркмени                     | | 36885             | 0,03 %   | Ставропольський край — 15048 осіб (40,8 %); Москва — 2946 осіб (8,0 %); Астраханська область — 2286 осіб (6,2 %); Санкт-Петербург — 1469 осіб (4,0 %); Московська область — 1448 осіб (3,9 %) |
| 56  | Рутульці                     | | 35240             | 0,02 %   | Дагестан — 27849 осіб (79,0 %); Ставропольський край — 1339 осіб (3,8 %); Ростовська область — 1067 осіб (.3,0 %); Калмикія — 584 осіб (1,7 %) |
| 57  | Кряшени                      | | 34822             | 0,02 %   | Татарстан — 29962 осіб (86,0 %); Башкортостан — 3801 осіб (10,9 %); Удмуртія — 482 осіб (1,4 %) |
| 58  | Агули                        | | 34160             | 0,02 %   | Дагестан — 28054 осіб (82,1 %); Ставропольський край — 1715 осіб (5,0 %); Саратовська область — 477 осіб (1,4 %); Ростовська область — 424 осіб (1,2 %); Краснодарський край — 391 осіб (1,1 %) |
| 59  | Литовці                      | | 31377             | 0,02 %   | Калінінградська область — 9769 осіб (31,1 %); Москва — 1775 осіб (5,7 %); Санкт-Петербург — 1294 осіб (4,1 %); Красноярський край — 1277 осіб (4,1 %); Іркутська область — 1046 осіб (3,3 %) тощо |
| 60  | Ханти                        | | 30943             | 0,02 %   | Тюменська область — 29277 осіб (94,6 %) (Ханти-Мансійський АО — Югра — 19068 осіб (61,6 %); Ямало-Ненецький АО — 9489 осіб, 30,7 %); Томська область — 718 осіб (2,3 %) |
| 61  | Китайці                      | | 28943             | 0,02 %   | Хабаровський край — 3898 осіб (13,5 %); Москва — 3222 осіб (11,1 %); Приморський край — 2857 осіб (9,9 %); Красноярський край — 2439 осіб (8,4 %) тощо |
| 62  | Болгари                      | | 24038             | 0,02 %   | Тюменська область — 2734 осіб (11,4 %) (Ханти-Мансійський АО — Югра — 1430 осіб (5,9 %); Ямало-Ненецький АО — 814 осіб, 3,4 %); Краснодарський край — 2204 осіб (9,2 %); Москва — 1852 осіб (7,7 %); Московська область — 1719 осіб (7,2 %); Челябінська область — 849 осіб (3,5 %); Санкт-Петербург — 843 осіб (3,5 %) тощо |
| 63  | Гірські марійці              | | 23559             | 0,02 %   | Марій Ел — 23502 осіб (99,8 %) |
| 64  | Курди                        | | 23232             | 0,02 %   | Краснодарський край — 5899 осіб (25,4 %); Адигея — 4528 осіб (19,5 %); Саратовська область — 2851 осіб (12,3 %); Ставропольський край — 1790 осіб (7,7 %); Орловська область — 1353 осіб (5,8 %) тощо |
| 65  | Евени                        | | 21830             | 0,02 %   | Якутія (Саха) — 15071 осіб (69,0 %); Магаданська область — 2635 осіб (12,1 %); Камчатський край — 1872 осіб (8,6 %); Чукотський АО — 1392 осіб (6,4 %); Хабаровський край — 575 осіб (2,6 %) |
| 66  | Дагестанці                   | | 21462             | 0,02 %   | Москва — 5997 осіб (27,9 %); Ставропольський край — 1506 осіб (7,0 %); Московська область — 1459 осіб (6,8 %); Ростовська область — 1443 осіб (6,7 %); Краснодарський край — 1169 осіб (5,4 %); Санкт-Петербург — 1138 осіб (5,3 %); Тюменська область — 1011 осіб (4,7 %; ХМАО — 606 осіб или 2,8 %) тощо |
| 67  | Фіни                         | фіни-інгерманландці | 20267             | 0,01 %   | Карелія — 8577 осіб (42,3 %); Ленінградська область — 4366 осіб (21,5 %); Санкт-Петербург — 2559 осіб (12,6 %) |
| 68  | Латвійці                     | | 18979             | 0,01 %   | Красноярський край — 2189 осіб (11,5 %); Москва — 1986 осіб (10,5 %); Омська область — 1444 осіб (7,6 %); Санкт-Петербург — 1291 осіб (6,8 %); Башкортостан — 1117 осіб (5,9 %) тощо |
| 69  | Естонці                      | | 17875             | 0,01 %   | Красноярський край — 2346 осіб (13,1 %); Омська область — 2082 осіб (11,6 %); Санкт-Петербург — 1534 осіб (8,6 %); Москва — 1072 осіб (6,0 %) тощо |
| 70  | Чукчі                        | | 15908             | 0,01 %   | Чукотський АО — 12 722 осіб (80,0 %); Камчатський край — 1496 осіб (9,4 %); Якутія (Саха) — 670 осіб (4,2 %); Магаданська область — 285 осіб (1,8 %) |
| 71  | В’єтнамці                    | | 13954             | 0,01 %   | Москва — 2970 осіб (21,3 %); Башкортостан — 1337 осіб (8,4 %); Московська область — 1110 осіб (7,0 %); Тульська область — 1058 осіб (56,7 %) |
| 72  | Гагаузи                      | | 13690             | 0,01 %   | Тюменська область — 2530 осіб (18,5 %) (ХМАО — 1568 осіб, 11,5 %); (ЯНАО — 812 осіб, 5,9 %); Московська область — 1456 осіб (10,6 %) Москва — 1167 осіб (8,5 %) тощо |
| 73  | Росіяни                      | афроросіяни | 13357             | 0,00 %   | Москва — 9034 осіб (67,6 %); Краснодарський край — 444 осіб (3,3 %); Санкт-Петербург — 413 осіб (3,1 %); Московська область — 390 осіб (2,9 %); Ростовська область — 318 осіб (2,4 %); Башкортостан — 254 осіб (1,9 %); тощо |
| 74  | Шорці                        | | 12888             | 0,01 %   | Кемеровська область — 10672 осіб (82,8 %); Хакасія — 1150 осіб (8,9 %) |
| 75  | Цахури                       | | 12769             | 0,01 %   | Дагестан — 9771 осіб (76,5 %); Ставропольський край — 403 осіб (3,2 %) Ростовська область — 315 осіб (2,5 %); Тюменська область — 314 осіб (2,5 %) тощо |
| 76  | Мансі                        | | 12269             | 0,01 %   | Тюменська область — 11614 осіб (94,7 %) (Ханти-Мансійський АО — Югра — 10977 осіб (89,5 %)); Свердловська область — 251 осіб (2,0 %) |
| 77  | Нанайці                      | | 12003             | 0,01 %   | Хабаровський край — 11009 осіб (91,7 %); Приморський край — 383 осіб (3,2 %); Сахалінська область — 148 осіб (1,2 %) |
| 78  | Андійці                      | | 11789             | 0,01 %   | Дагестан — 11448 осіб (97,1 %) |
| 79  | Дідойці                      | | 11683             | 0,01 %   | Дагестан — 11623 осіб (99,5 %) |
| 80  | Абхази                       | | 11249             | 0,01 %   | Москва — 3604 осіб (32,0 %); Краснодарський край — 2092 осіб (18,6 %); Ростовська область — 851 осіб (7,6 %); Санкт-Петербург — 783 осіб (7,0 %); Московська область — 715 осіб (6,4 %); Адигея — 252 осіб (2,2 %) |
| 81  | Ассирійці                    | | 11084             | 0,01 %   | Краснодарський край — 3440 осіб (31,0 %); Москва — 2172 осіб (19,6 %); Ростовська область — 1774 осіб (16,0 %); Ставропольський край — 785 осіб (7,1 %); Санкт-Петербург — 369 осіб (3,3 %) |
| 82  | Араби                        | алжирці, араби ОАЕ, бахрейнці, єгиптяни, йорданці, іракці, єменці, катарці, кувейтці, ливанці, лівійці, мавританці, марокканці, оманці, палестинці, саудівці, сирійці, суданці, тунісці | 9583              | 0,01 %   | Москва — 2358 осіб (24,6 %); Санкт-Петербург — 929 осіб (9,7 %); Краснодарський край — 530 осіб (5,5 %); Московська область — 461 осіб (4,8 %) тощо |
| 83  | Нагайбаки                    | | 8148              | 0,01 %   | Челябінська область — 7679 осіб (94,2 %); Тюменська область — 166 осіб или 2,0 % (ХМАО — 138 осіб или 1,7 %) |
| 84  | Коряки                       | | 7953              | 0,01 %   | Камчатський край — 6640 осіб (83,5 %); Магаданська область — 888 осіб (11,2 %) |
| 85  | Ахвахці                      | | 7930              | 0,01 %   | Дагестан — 7923 осіб (99,9 %) |
| 86  | Долгани                      | | 7885              | 0,01 %   | Красноярський край — 5810 осіб (73,7 %); Якутія (Саха) — 1906 осіб (24,2 %) |
| 87  | Сибірські татари             | | 6779              | 0,00 %   | Тюменська область — 6676 осіб или 98,5 % |
| 88  | Комі-іжемці                  | | 6420              | 0,00 %   | Республіка Комі — 5725 осіб (89,2 %); Мурманська область — 472 осіб (7,4 %) |
| 89  | Бежтинці                     | | 5958              | 0,00 %   | Дагестан — 5956 осіб (100,0 %) |
| 90  | Вепси                        | | 5936              | 0,00 %   | Карелія — 3423 осіб (57,7 %); Ленінградська область — 1380 осіб (23,2 %); Вологодська область — 412 осіб (6,9 %); Санкт-Петербург — 271 осіб (4,6 %); Мурманська область — 82 осіб (1,4 %) |
| 91  | Афганці (пуштуни)            | | 5350              | 0,00 %   | Москва — 1572 осіб (29,4 %); Ростовська область — 578 осіб (10,8 %); Московська область — 403 осіб (7,5 %); Краснодарський край — 350 осіб (6,5 %); Ставропольський край — 316 осіб (5,9 %); Санкт-Петербург — 301 осіб (5,6 %) тощо |
| 92  | Турки-месхетинці             | | 4825              | 0,00 %   | Калмикія — 3675 осіб (76,2 %); Ростовська область — 287 осіб (5,9 %); Краснодарський край — 158 осіб (3,3 %); Білгородська область — 144 осіб (3,0 %); Волгоградська область — 115 осіб (2,4 %) |
| 93  | Каратинці                    | | 4787              | 0,00 %   | Дагестан — 4761 осіб (99,5 %) |
| 94  | Мордва-мокша                 | | 4767              | 0,00 %   | Мордовія — 4178 осіб (87,6 %); Москва — 94 осіб (2,0 %); Московська область — 87 осіб (1,8 %); Самарська область — 85 осіб (1,8 %) |
| 95  | Нівхи                        | | 4652              | 0,00 %   | Сахалінська область — 2290 осіб (49,2 %); Хабаровський край — 2149 осіб (46,2 %) |
| 96  | Удини                        | | 4267              | 0,00 %   | Ростовська область — 1866 осіб (43,7 %); Краснодарський край — 776 осіб (18,2 %); Волгоградська область — 327 осіб (7,7 %); Ставропольський край — 300 осіб (7,0 %) |
| 97  | Індійці (хінді)              | | 4058              | 0,00 %   | Смоленська область — 660 осіб (16,3 %); Тверська область — 462 осіб (11,4 %); Санкт-Петербург — 459 осіб (11,3 %); Ставропольський край — 449 осіб (11,1 %); Архангельська область — 368 осіб (9,1 %); Ростовська область — 336 осіб (8,3 %); Москва — 246 осіб (6,1 %) |
| 98  | Шапсуги                      | | 3882              | 0,00 %   | Краснодарський край — 3839 осіб (98,9 %) |
| 99  | Теленгіти                    | | 3712              | 0,00 %   | Алтай — 3648 осіб (98,3 %) |
| 100 | Перси                        | | 3696              | 0,00 %   | Дагестан — 503 осіб (13,6 %); Москва — 431 осіб (11,7 %); Кабардино-Балкарія — 418 осіб (11,3 %); Санкт-Петербург — 207 осіб (5,6 %); Московська область — 196 осіб (5,3 %); Астраханська область — 123 осіб (3,3 %); Ставропольський край — 108 осіб (2,9 %) тощо |
| 101 | Уйгури                       | | 3696              | 0,00 %   | Тюменська область — 302 осіб (8,2 %) (ХМАО — 199 осіб (5,3 %)); Москва — 246 осіб (6,7 %); Новосибірська область — 196 осіб (5,3 %); Свердловська область — 174 осіб (4,7 %); Алтайський край — 152 осіб (4,1 %); Московська область — 150 осіб (4,1 %) |
| 102 | Селькупи                     | | 3649              | 0,00 %   | Тюменська область — 2065 осіб (56,6 %) (ЯНАО — 1988 осіб (54,5 %)); Томська область — 1181 осіб (32,4 %); Красноярський край — 281 осіб (7,7 %) |
| 103 | Сойоти                       | | 3608              | 0,00 %   | Бурятія — 3579 осіб (99,2 %) |
| 104 | Серби                        | | 3510              | 0,00 %   | Москва — 1159 осіб (33,0 %); Московська область — 353 осіб (10,1 %); Краснодарський край — 302 осіб (8,6 %); Санкт-Петербург — 146 осіб (4,2 %); Тюменська область — 140 осіб (4,0 %) |
| 105 | Ботліхці                     | | 3508              | 0,00 %   | Дагестан — 3503 осіб (99,9 %) |
| 106 | Румуни                       | | 3201              | 0,00 %   | Москва — 266 осіб (7,7 %); Ростовська область — 248 осіб (7,7 %); Тюменська область — 227 осіб (7,1 %) (ХМАО — 132 осіб (4,1 %); Краснодарський край — 181 осіб (5,7 %); Московська область — 160 осіб (5,0 %) |
| 107 | Ітельмени                    | | 3193              | 0,00 %   | Камчатський край — 2394 осіб (75,0 %); Магаданська область — 613 осіб (19,2 %) |
| 108 | Поморяни                     | | 3113              | 0,00 %   | Архангельська область — 2015 осіб (64,7 %); Карелія — 504 осіб (16,2 %); Мурманська область — 235 осіб (7,5 %) |
| 109 | Монголи                      | | 2986              | 0,00 %   | Іркутська область — 867 осіб (29,0 %); Бурятія — 395 осіб (13,2 %); Москва — 334 осіб (11,2 %); Санкт-Петербург — 179 осіб (6,0 %) |
| 110 | Кумандинці                   | | 2892              | 0,00 %   | Алтайський край — 1401 осіб (48,4 %); Алтай — 1062 осіб (36,7 %); Кемеровська область — 225 осіб (7,8 %) |
| 111 | Угорці                       | | 2781              | 0,00 %   | Москва — 323 осіб (11,6 %); Оренбурзька область — 227 осіб (8,2 %); Ростовська область — 183 осіб (6,6 %); Московська область — 139 осіб (5,0 %); Тюменська область — 110 осіб (4,0 %); Санкт-Петербург — 107 осіб (3,8 %); Краснодарський край — 106 осіб (3,8 %); Ставропольський край — 104 осіб (3,7 %) |
| 112 | Ульчі                        | | 2765              | 0,00 %   | Хабаровський край — 2621 осіб (94,8 %) |
| 113 | Телеути                      | | 2643              | 0,00 %   | Кемеровська область — 2520 осіб (95,3 %); Алтай — 37 осіб (1,4 %) |
| 114 | Талиші                       | | 2529              | 0,00 %   | Москва — 535 (21,2 %); Тюменська область — 309 осіб (12,2 %) (ХМАО — 165 осіб или 6,5 %, ЯНАО — 117 осіб 4,6 %); Санкт-Петербург — 212 осіб (8,4 %); Свердловська область — 148 осіб (5,9 %); Московська область — 108 осіб (4,3 %) |
| 115 | Кримські татари              | | 2449              | 0,00 %   | Краснодарський край — 1407 осіб (57,4 %); Москва — 129 осіб (5,3 %); Тюменська область — 89 осіб (3,6 %); Ростовська область — 85 осіб (3,5 %) |
| 116 | Бесермяни                    | | 2201              | 0,00 %   | Удмуртія — 2111 осіб (95,9 %) |
| 117 | Хемшили                      | | 2047              | 0,00 %   | Краснодарський край — 1414 осіб (69,1 %); Ростовська область — 306 осіб (14,9 %); Воронезька область — 265 осіб 12,9 %) |
| 118 | Тубалари                     | | 1965              | 0,00 %   | Алтай — 1891 осіб (96,2 %) |
| 119 | Камчадали                    | | 1927              | 0,00 %   | Камчатський край — 1551 осіб (80,5 %); Магаданська область — 280 осіб (14,5 %) |
| 120 | Чехи                         | | 1898              | 0,00 %   | Краснодарський край — 416 осіб (21,9 %); Москва — 196 осіб (10,3 %); Омська область — 144 осіб (7,6 %); Санкт-Петербург — 74 осіб (3,9 %); Адигея — 73 осіб (3,8 %) тощо |
| 121 | Тоджинці (тива-тоджинці)     | | 1858              | 0,00 %   | Тива — 1856 осіб (100,0 %) |
| 122 | Саами                        | | 1771              | 0,00 %   | Мурманська область — 1599 осіб (90,3 %); Санкт-Петербург — 37 осіб (2,1 %); Ленінградська область — 17 осіб (1,0 %); |
| 123 | Ескімоси                     | | 1738              | 0,00 %   | Чукотський АО — 1529 осіб (88,0 %); Магаданська область — 33 осіб (1,9 %); Хабаровський край — 20 осіб (1,2 %); Камчатський край — 14 осіб (0,8 %) |
| 124 | Булгари                      | | 1732              | 0,00 %   | Татарстан — 484 осіб (27,9 %); Оренбурзька область — 235 осіб (13,6 %); Москва — 159 осіб (9,2 %); Ульяновська область — 147 осіб (8,5 %); Башкортостан — 128 осіб (7,4 %); Санкт-Петербург — 70 осіб (4,0 %) тощо |
| 125 | Дунгани                      | | 1651              | 0,00 %   | Саратовська область — 760 осіб (46,0 %); Алтайський край — 207 осіб (12,5 %) |
| 126 | Юкагири                      | | 1603              | 0,00 %   | Якутія (Саха) — 1281 осіб (79,9 %); Чукотський АО — 198 осіб (12,4 %); Магаданська область — 71 осіб (4,4 %) |
| 127 | Тати                         | | 1585              | 0,00 %   | Дагестан — 456 осіб (28,7 %); Москва — 379 осіб (23,9 %); Ставропольський край — 226 осіб (14,3 %); Московська область — 94 осіб (5,9 %) |
| 128 | Американці США               | | 1572              | 0,00 %   | Москва — 578 осіб (36,8 %); Санкт-Петербург — 219 осіб (13,9 %); Сахалінська область — 113 осіб (7,2 %); Новосибірська область — 59 осіб (3,8 %) |
| 129 | Удегейці                     | | 1496              | 0,00 %   | Приморський край — 793 осіб (53,0 %); Хабаровський край — 620 осіб (41,4 %) |
| 130 | Французи                     | | 1475              | 0,00 %   | Москва — 775 осіб (52,5 %); Санкт-Петербург — 144 осіб (9,8 %); Московська область — 91 осіб (6,2 %) |
| 131 | Каракалпаки                  | | 1466              | 0,00 %   | Волгоградська область — 212 осіб (14,5 %); Московська область — 130 осіб (8,9 %); Москва — 128 осіб (8,7 %); Астраханська область — 99 осіб (6,8 %); Татарстан — 71 осіб (4,8 %); Саратовська область — 66 осіб (4,5 %); Оренбурзька область — 66 осіб (4,5 %) |
| 132 | Італійці                     | | 1370              | 0,00 %   | Москва — 609 осіб (44,4 %); Санкт-Петербург — 193 осіб (14,1 %); Московська область — 62 осіб (4,5 %) |
| 133 | Кети                         | | 1219              | 0,00 %   | Красноярський край — 957 осіб (78,5 %); Томська область — 141 осіб (11,6 %); Тюменська область — 26 осіб (2,1 %) (ХМАО — 12 осіб, 1,0 %; ЯНАО — 9 осіб, 0,7 %); Хакасія — 8 осіб (6,2 %); Санкт-Петербург — 8 осіб (6,2 %) |
| 134 | Малайці                      | | 1194              | 0,00 %   | Нижегородська область — 528 осіб (44,2 %); Волгоградська область — 255 осіб (21,4 %); Москва — 234 осіб (19,6 %); Курська область — 82 осіб (6,9 %); Санкт-Петербург — 47 осіб (3,9 %); Сахалінська область — 39 осіб (3,3 %) |
| 135 | Челканці                     | | 1181              | 0,00 %   | Алтай — 1113 осіб (94,2 %) |
| 136 | Іспанці                      | | 1162              | 0,00 %   | Москва — 625 осіб (53,8 %); Московська область — 81 осіб (7,0 %); Санкт-Петербург — 74 осіб (6,4 %); Ростовська область — 49 осіб (4,2 %) |
| 137 | Латгальці                    | | 1089              | 0,00 %   | Красноярський край — 577 осіб (53,0 %); Новосибірська область — 171 осіб (15,7 %); Томська область — 89 осіб (8,2 %); Кемеровська область — 65 осіб (6,0 %) |
| 138 | Словенці                     | | 1008              | 0,00 %   | Москва — 217 осіб (21,6 %); Санкт-Петербург — 79 осіб (7,8 %); Ставропольський край — 55 осіб (5,5 %); Краснодарський край — 50 осіб (5,0 %); Московська область — 46 осіб (4,6 %) |
| 139 | Чуванці                      | | 1002              | 0,00 %   | Чукотський АО — 897 осіб (89,5 %); Магаданська область — 57 осіб (5,7 %) |
| 140 | Британці                     | англійці, шотландці | 950               | 0,00 %   | Москва — 498 осіб (52,4 %); Санкт-Петербург — 102 осіб (10,7 %); Сахалінська область — 96 осіб (10,1 %) |
| 141 | Гунзибці                     | | 918               | 0,00 %   | Дагестан — 918 осіб (100,0 %) |
| 142 | Японці                       | | 888               | 0,00 %   | Москва — 280 осіб (31,5 %); Сахалінська область — 219 осіб (24,6 %); Санкт-Петербург — 65 осіб (7,3 %); Хабаровський край — 60 осіб (6,8 %); Приморський край — 193 осіб (4,5 %) |
| 143 | Нганасани                    | | 862               | 0,00 %   | Красноярський край — 807 осіб (93,6 %) |
| 144 | Мішари                       | | 786               | 0,00 %   | Татарстан — 545 осіб (69,3 %); Башкортостан — 93 осіб (11,8 %); Челябінська область — 50 осіб (6,4 %) |
| 145 | Гірські євреї (тати-юдаїсти) | | 762               | 0,00 %   | Дагестан — 196 осіб (25,7 %); Москва — 165 осіб (21,7 %); Кабардино-Балкарія — 124 осіб (16,3 %); Ставропольський край — 94 осіб (12,3 %) |
| 146 | Тофалари                     | | 762               | 0,00 %   | Іркутська область — 678 осіб (89,0 %); Красноярський край — 23 осіб (3,0 %) |
| 147 | Кистини                      | | 707               | 0,00 %   | Чечня — 136 осіб (19,2 %); Інгушетія — 113 осіб (16,0 %); Ростовська область — 86 осіб (12,2 %); Тюменська область — 53 осіб (7,5 %); Орловська область — 46 осіб (6,5 %) тощо |
| 148 | Кубинці                      | | 676               | 0,00 %   | Москва — 223 осіб (33,0 %); Московська область — 72 осіб (10,7 %); Санкт-Петербург — 63 осіб (9,3 %) |
| 149 | Нігерійці                    | йоруба, фульбе | 651               | 0,00 %   | Москва — 152 осіб (23,3 %); Краснодарський край — 64 осіб (9,8 %); Архангельська область — 62 осіб (9,5 %); Санкт-Петербург — 47 осіб (7,2 %); Воронезька область — 34 осіб (5,2 %) тощо |
| 150 | Тиндали                      | | 635               | 0,00 %   | Дагестан — 634 осіб (99,8 %) |
| 151 | Мегрели                      | | 600               | 0,00 %   | Краснодарський край — 140 осіб (23,3 %); Москва — 123 осіб (20,5 %); Ростовська область — 48 осіб (8,0 %); Санкт-Петербург — 44 осіб (7,3 %) |
| 152 | Орочі                        | | 596               | 0,00 %   | Хабаровський край — 441 осіб (74,0 %); Магаданська область — 76 осіб (12,8 %); Сахалінська область — 28 осіб (4,7 %); Приморський край — 19 осіб (3,2 %) |
| 153 | Бірманці (м’янма)            | | 588               | 0,00 %   | Москва — 265 осіб (45,0 %); Санкт-Петербург — 139 осіб (23,6 %); Курська область — 100 осіб (17,0 %); Московська область — 57 осіб (9,7 %) |
| 154 | Хваршини                     | | 527               | 0,00 %   | Дагестан — 526 осіб (99,8 %) |
| 155 | Негидальці                   | | 513               | 0,00 %   | Хабаровський край — 480 осіб (93,6 %) |
| 156 | Пакистанці                   | белуджі, пенджабці, синдхи | 507               | 0,00 %   | Москва — 112 осіб (22,1 %); Московська область — 46 осіб (9,1 %); Санкт-Петербург — 45 осіб (8,9 %) |
| 157 | Алеути                       | | 482               | 0,00 %   | Камчатський край — 401 осіб (83,2 %); Москва — 14 осіб (2,9 %) |
| 158 | Ангольці                     | | 457               | 0,00 %   | Ростовська область — 41 осіб (9,0 %); Краснодарський край — 39 осіб (8,5 %); Воронезька область — 38 осіб (8,3 %); Ивановська область — 35 осіб (7,7 %); Білгородська область — 35 осіб (7,7 %); Тверська область — 33 осіб (7,2 %); Чувашія — 31 осіб (6,8 %); Москва — 30 осіб (6,6 %); Санкт-Петербург — 29 осіб (6,3 %) тощо |
| 159 | Гінухці                      | | 443               | 0,00 %   | Дагестан — 439 осіб (99,1 %) |
| 160 | Фіни-інгерманландці          | | 441               | 0,00 %   | Санкт-Петербург — 178 осіб (40,4 %); Карелія — 152 осіб (34,5 %); Ленінградська область — 49 осіб (11,1 %) |
| 161 | Годоберинці                  | | 427               | 0,00 %   | Дагестан — 426 осіб (99,8 %) |
| 162 | Голландці (нідерландці)      | | 417               | 0,00 %   | Москва — 109 осіб (26,1 %); Сахалінська область — 88 осіб (21,1 %); Санкт-Петербург — 45 осіб (10,8 %); Хабаровський край — 22 осіб (5,3 %) |
| 163 | Конголезці                   | конго банту | 410               | 0,00 %   | |
| 164 | Бангладешці                  | бенгальці | 392               | 0,00 %   | Москва — 160 осіб (40,8 %); Московська область — 50 осіб (12,8 %); Санкт-Петербург — 37 осіб (9,4 %) |
| 165 | Кенійці                      | кикуйю, масаи | 374               | 0,00 %   | Нижегородська область — 76 осіб (20,3 %); Саратовська область — 71 осіб (19,0 %); Воронезька область — 71 осіб (19,0 %); Москва — 30 осіб (8,0 %) |
| 166 | Памірці                      | рушанці, баджуйці, шугнанці | 363               | 0,00 %   | Москва — 96 осіб (26,4 %); Московська область — 64 осіб (18,2 %); Свердловська область — 27 осіб (7,4 %); |
| 167 | Чулимці                      | | 355               | 0,00 %   | Томська область — 204 осіб (57,5 %); Красноярський край — 145 осіб (40,8 %) |
| 168 | Ланкійці                     | сингали | 326               | 0,00 %   | Тверська область — 105 осіб (32,2 %); Курська область — 94 осіб (28,8 %); Москва — 20 осіб (6,1 %) |
| 169 | Македонці                    | | 325               | 0,00 %   | Краснодарський край — 68 осіб (20,9 %); Москва — 63 осіб (19,4 %); Московська область — 27 осіб (8,3 %) |
| 170 | Словаки                      | | 324               | 0,00 %   | Москва — 60 осіб (18,5 %); Санкт-Петербург — 28 осіб (8,6 %) |
| 171 | Гвінейці                     | мандинка | 320               | 0,00 %   | Ростовська область — 65 осіб (20,3 %); Воронезька область — 33 осіб (10,3 %); Орловська область — 26 осіб (8,1 %); Чувашія — 26 осіб (8,1 %); Астраханська область — 22 осіб (6,9 %); Москва — 22 осіб (6,9 %) |
| 172 | Замбійці                     | | 319               | 0,00 %   | Ростовська область — 61 осіб (19,1 %); Санкт-Петербург — 46 осіб (14,4 %); Тамбовська область — 30 осіб (9,4 %); Білгородська область — 26 осіб (8,2 %); Рязанська область — 24 осіб (7,5 %); Воронезька область — 24 осіб (7,5 %) |
| 173 | Хорвати                      | | 304               | 0,00 %   | Москва — 145 осіб (47,7 %); Московська область — 24 осіб (7,9 %) |
| 174 | Австрійці                    | | 302               | 0,00 %   | Москва — 105 осіб (34,8 %); Санкт-Петербург — 30 осіб (9,9 %); Ставропольський край — 16 осіб (5,3 %); Московська область — 15 осіб (5,0 %) |
| 175 | Уйльта (ороки)               | | 295               | 0,00 %   | Сахалінська область — 259 осіб (87,8 %) |
| 176 | Ефіопи                       | амхара, оромо, тигре, харарі | 285               | 0,00 %   | Москва — 85 осіб (29,8 %); Санкт-Петербург — 36 осіб (12,6 %); Московська область — 28 осіб (9,8 %) |
| 177 | Тази (уде)                   | | 274               | 0,00 %   | Приморський край — 253 осіб (92,3 %) |
| 178 | Іжорці                       | | 266               | 0,00 %   | Ленінградська область — 169 осіб (63,5 %); Санкт-Петербург — 37 осіб (13,9 %); Карелія — 19 осіб (7,1 %) |
| 179 | Бразильці                    | | 266               | 0,00 %   | Москва — 105 осіб (39,5 %); Курська область — 94 осіб (35,3 %); Білгородська область — 21 осіб (7,9 %) |
| 180 | Камерунці                    | бамилике, фанг | 266               | 0,00 %   | Москва — 41 осіб (15,4 %); Санкт-Петербург — 40 осіб (15,0 %); Новгородська область — 32 осіб (12,0 %); Рязанська область — 22 осіб (8,3 %) |
| 181 | Шведи                        | | 264               | 0,00 %   | Москва — 84 осіб (31,8 %); Санкт-Петербург — 64 осіб (24,2 %) |
| 182 | Югослави                     | | 257               | 0,00 %   | Москва — 110 осіб (42,8 %); Краснодарський край — 31 осіб (12,1 %); Московська область — 22 осіб (8,6 %) |
| 183 | Боснійці                     | | 256               | 0,00 %   | Москва — 78 осіб (30,5 %); Краснодарський край — 49 осіб (19,1 %); Санкт-Петербург — 22 осіб (8,6 %) |
| 184 | Албанці                      | | 248               | 0,00 %   | Москва — 59 осіб (23,8 %); Санкт-Петербург — 18 осіб (7,3 %); Краснодарський край — 16 осіб (6,5 %); Воронезька область — 13 осіб (5,2 %); Московська область — 13 осіб (5,2 %); Ставропольський край — 11 осіб (4,4 %) |
| 185 | Енці                         | | 227               | 0,00 %   | Красноярський край — 221 осіб (97,4 %) |
| 186 | Русини                       | | 225               | 0,00 %   | Москва — 35 осіб (15,6 %); Ростовська область — 15 осіб (6,7 %) |
| 187 | Осетини-дигорці              | | 223               | 0,00 %   | Північна Осетія — 197 осіб (88,3 %) |
| 188 | Лучно-східні марійці         | | 218               | 0,00 %   | Марій Ел — 200 осіб (91,7 %) |
| 189 | Сету                         | | 214               | 0,00 %   | Псковська область — 123 осіб (57,5 %); Красноярський край — 75 осіб (35,0 %) |
| 190 | Аджарці                      | | 211               | 0,00 %   | Москва — 56 осіб (26,5 %); Краснодарський край — 44 осіб (21,5 %) |
| 191 | Непальці                     | | 211               | 0,00 %   | Тверська область — 84 осіб (39,8 %); Москва — 50 осіб (23,7 %); Санкт-Петербург — 13 осіб (6,1 %); Московська область — 10 осіб (4,7 %) |
| 192 | Караїми                      | | 205               | 0,00 %   | Москва — 89 осіб (43,4 %); Санкт-Петербург — 22 осіб (10,7 %); Московська область — 18 осіб (8,8 %) |
| 193 | Ганці                        | еве | 190               | 0,00 %   | Рязанська область — 24 осіб (12,6 %); Москва — 23 осіб (12,1 %); Новгородська область — 23 осіб (12,1 %); Санкт-Петербург — 20 осіб (10,5 %); Білгородська область — 16 осіб (8,4 %) |
| 194 | Чорногорці                   | | 181               | 0,00 %   | Москва — 89 осіб (49,2 %); Татарстан — 37 осіб (20,4 %) |
| 195 | Перуанці                     | | 180               | 0,00 %   | Москва — 83 осіб (46,1 %); Санкт-Петербург — 15 осіб (8,3 %) |
| 196 | Еквадорці                    | | 164               | 0,00 %   | Білгородська область — 33 осіб (20,1 %); Москва — 32 осіб (19,5 %); Санкт-Петербург — 20 осіб (12,2 %) |
| 197 | Лази                         | | 160               | 0,00 %   | Краснодарський край — 61 осіб (38,1 %); Ростовська область — 32 осіб (20,0 %); Воронезька область — 20 осіб (12,5 %); Москва — 12 осіб (7,5 %) |
| 198 | Тайці                        | тайці | 159               | 0,00 %   | Москва — 69 осіб (43,3 %); Санкт-Петербург — 28 осіб (17,6 %) |
| 199 | Бельгійці                    | валійці, фламандці | 137               | 0,00 %   | Москва — 60 осіб (43,8 %); Санкт-Петербург — 25 осіб (18,2 %) |
| 200 | Колумбійці                   | | 136               | 0,00 %   | Москва — 65 осіб (47,8 %); Санкт-Петербург — 18 осіб (13,2 %); Білгородська область — 14 осіб (10,3 %) |
| 201 | Канадці                      | англо-канадці, франкоканадці | 131               | 0,00 %   | Москва — 46 осіб (35,1 %); Санкт-Петербург — 17 осіб (13,0 %); Сахалінська область — 12 осіб (9,2 %) |
| 202 | Австралійці                  | | 128               | 0,00 %   | Сахалінська область — 49 осіб (38,3 %); Москва — 27 осіб (21,1 %); Санкт-Петербург — 25 осіб (19,5 %); Сахалінська область — 12 осіб (9,2 %) |
| 203 | Тюрки                        | | 124               | 0,00 %   | Москва — 17 осіб (13,7 %); Московська область — 11 осіб (8,9 %); Дагестан — 8 осіб (6,5 %) тощо |
| 204 | Ірландці                     | | 123               | 0,00 %   | Москва — 54 осіб (43,9 %); Санкт-Петербург — 19 осіб (15,4 %) |
| 205 | Кубачинці                    | | 120               | 0,00 %   | Дагестан — 101 осіб (84,2 %) |
| 206 | Суданці                      | | 117               | 0,00 %   | Пермський край — 19 осіб (16,2 %); Мордовія — 17 осіб (14,5 %); Москва — 12 осіб (10,3 %); Тверська область — 11 осіб (9,4 %) тощо |
| 207 | Філіппінці                   | | 111               | 0,00 %   | Москва — 81 осіб (73,0 %); Сахалінська область — 20 осіб (18,0 %) |
| 208 | Айни                         | | 109               | 0,00 %   | Камчатський край — 94 осіб (86,2 %); Приморський край — 4 осіб (3,7 %) |
| 209 | Танзанійці                   | | 104               | 0,00 %   | Нижегородська область — 41 осіб (39,4 %); Москва — 13 осіб (12,5 %) |
| 210 | Мексиканці                   | | 101               | 0,00 %   | Москва — 40 осіб (39,6 %); Санкт-Петербург — 14 осіб (13,9 %) |
| 211 | Португальці                  | | 100               | 0,00 %   | Москва — 47 осіб (47,0 %); Санкт-Петербург — 10 осіб (10,0 %) |
| 212 | Інгілойці                    | | 98                | 0,00 %   | Красноярський край — 72 осіб (73,5 %) |
| 213 | Норвежці                     | | 98                | 0,00 %   | Москва — 28 осіб (28,6 %); Санкт-Петербург — 20 осіб (20,4 %); Мурманська область — 11 осіб (11,2 %) |
| 214 | Лаосці                       | | 96                | 0,00 %   | Смоленська область — 12 осіб (12,5 %); Омська область — 11 осіб (11,5 %); Санкт-Петербург — 10 осіб (10,4 %); Нижегородська область — 8 осіб (8,3 %); Якутія — 7 осіб (7,3 %) тощо |
| 215 | Швейцарці                    | германошвейцарці, франкошвейцарці, італошвейцарці | 93                | 0,00 %   | Москва — 46 осіб (49,5 %); Санкт-Петербург —15 осіб (16,1 %) |
| 216 | Кримчаки                     | | 90                | 0,00 %   | Краснодарський край — 35 осіб (38,9 %); Москва — 20 осіб (22,2 %) |
| 217 | Індонезійці                  | | 88                | 0,00 %   | Москва — 28 осіб (31,8 %); Санкт-Петербург —10 осіб (11,4 %); Ростовська область — 9 осіб (10,2 %) |
| 218 | Камбоджійці                  | кхмери | 88                | 0,00 %   | Воронезька область — 15 осіб (17,0 %); Білгородська область —12 осіб (13,6 %); Смоленська область — 8 осіб (9,1 %); Санкт-Петербург — 8 осіб (9,1 %) тощо |
| 219 | Бурундійці                   | | 83                | 0,00 %   | Воронезька область — 17 осіб (20,5 %); Москва — 12 осіб (14,5 %); Санкт-Петербург — 12 осіб (14,5 %); Смоленська область — 9 осіб (10,8 %) тощо |
| 220 | Котдівуарці                  | діула | 79                | 0,00 %   | Санкт-Петербург — 17 осіб (21,5 %); Астраханська область — 13 осіб (10,8 %); Ивановська область — 13 осіб (10,8 %) тощо |
| 221 | Грузинські євреї             | | 78                | 0,00 %   | Свердловська область — 34 осіб (43,6 %); Красноярський край — 18 осіб (23,1 %); Москва — 17 осіб (21,8 %) |
| 222 | Намібійці                    | нама, дамара, овамбо | 77                | 0,00 %   | Ярославська область — 14 осіб (18,2 %); Ростовська область — 9 осіб (11,7 %); Нижегородська область — 8 осіб (10,4 %); Санкт-Петербург — 6 осіб (7,8 %); Москва — 6 осіб (7,8 %) тощо |
| 223 | Чеченці-аккинці              | | 76                | 0,00 %   | Москва — 16 осіб (21,1 %); Дагестан — 15 осіб (19,7 %) |
| 224 | Ізраїлітяни                  | | 76                | 0,00 %   | Москва — 28 осіб (36,8 %); Санкт-Петербург — 17 осіб (22,4 %) |
| 225 | Чадці                        | хауса | 73                | 0,00 %   | Ивановська область — 17 осіб (23,3 %); Татарстан — 8 осіб (11,0 %); Ростовська область — 7 осіб (9,6 %) тощо |
| 226 | Малійці                      | бамбара, догони | 72                | 0,00 %   | Санкт-Петербург — 15 осіб (20,8 %); Краснодарський край — 10 осіб (13,9 %); Москва — 8 осіб (11,1 %) тощо |
| 227 | Чилійці                      | | 68                | 0,00 %   | Москва — 40 осіб (58,8 %); Краснодарський край — 10 осіб (14,7 %) тощо |
| 228 | Данці                        | | 66                | 0,00 %   | Москва — 34 осіб (51,5 %); Санкт-Петербург — 14 осіб (21,2 %) |
| 229 | Аргентинці                   | | 65                | 0,00 %   | Москва — 30 осіб (46,2 %) |
| 230 | Водь                         | | 64                | 0,00 %   | Ленінградська область — 33 осіб (51,6 %); Санкт-Петербург — 26 осіб (40,6 %) |
| 231 | Кіпріоти                     | греки-кіпріоти, турки-кіпріоти | 61                | 0,00 %   | Москва — 32 осіб (52,5 %); Краснодарський край — 7 осіб (11,5 %), Санкт-Петербург — 6 осіб (9,8 %) |
| 232 | Бенінці                      | йоруба, фон | 60                | 0,00 %   | Москва — 15 осіб (25,0 %); Татарстан — 9 осіб (15,0 %); Санкт-Петербург — 8 осіб (13,3 %) |
| 233 | Південноафриканці            | зулуси | 60                | 0,00 %   | Москва — 22 осіб (36,7 %); Санкт-Петербург — 6 осіб (10,0 %) тощо |
| 234 | Мозамбікці                   | | 56                | 0,00 %   | Санкт-Петербург — 8 осіб (14,3 %); Білгородська область — 8 осіб (14,3 %); Воронезька область — 7 осіб (12,5 %); Татарстан — 6 осіб (10,7 %) |
| 235 | Болівійці                    | | 54                | 0,00 %   | Москва — 30 осіб (55,6 %); Московська область — 6 осіб (11,1 %) |
| 236 | Середньоазійські цигани      | | 49                | 0,00 %   | Башкортостан — 40 осіб (81,6 %); Московська область — 7 осіб (14,3 %) |
| 237 | Осетини-іронці               | | 48                | 0,00 %   | Північна Осетія — 35 осіб (72,9 %) |
| 238 | Руандійці                    | | 48                | 0,00 %   | Санкт-Петербург — 21 осіб (73,8 %) |
| 239 | Сенегальці                   | волофи | 47                | 0,00 %   | Воронезька область — 12 осіб (25,5 %); Москва — 11 осіб (23,4 %); Білгородська область — 10 осіб (21,3 %) |
| 240 | Свани                        | | 45                | 0,00 %   | Краснодарський край — 8 осіб (17,8 %) |
| 241 | Новогвінейці                 | папуаси | 45                | 0,00 %   | Санкт-Петербург — 10 осіб (22,2 %); Москва — 8 осіб (17,8 %) тощо |
| 242 | Венесуельці                  | | 44                | 0,00 %   | Сахалінська область — 11 осіб (25,0 %); Москва — 8 осіб (18,2 %); Удмуртія — 8 осіб (18,2 %) |
| 243 | Маврикійці                   | | 44                | 0,00 %   | Нижегородська область — 14 осіб (31,8 %); Москва — 11 осіб (25,0 %) |
| 244 | Курманч (курманджи)          | | 42                | 0,00 %   | Краснодарський край — 35 осіб (83,3 %); Москва — 6 осіб (14,3 %) |
| 245 | Зімбабвійці                  | | 40                | 0,00 %   | Рязанська область — 13 осіб (32,5 %); Москва — 7 осіб (17,5 %) |
| 246 | Сомалійці                    | | 38                | 0,00 %   | Московська область — 7 осіб (18,4 %); Москва — 5 осіб (13,2 %) |
| 247 | Малагасійці                  | | 37                | 0,00 %   | Москва — 14 осіб (37,8 %); Санкт-Петербург — 4 осіб (10,8 %); Краснодарський край — 4 осіб (10,8 %) |
| 248 | Ниіарагуанці                 | | 34                | 0,00 %   | Москва — 8 осіб (23,5 %); Краснодарський край — 6 осіб (17,6 %) |
| 249 | Мальдівці                    | | 33                | 0,00 %   | Нижегородська область — 25 осіб (75,8 %) |
| 250 | Середньоазійські євреї       | | 32                | 0,00 %   | Москва — 12 осіб (37,5 %); Красноярський край — 12 осіб (37,5 %) |
| 251 | Бербери                      | | 31                | 0,00 %   | Санкт-Петербург — 5 осіб (16,1 %); Ленінградська область — 5 осіб (16,1 %); Москва — 4 осіб (12,9 %); Краснодарський край — 4 осіб (12,9 %) |
| 252 | Новозеландці                 | | 25                | 0,00 %   | Москва — 9 осіб (36,0 %); Сахалінська область — 5 осіб (20,0 %) |
| 253 | Угандійці                    | | 25                | 0,00 %   | Рязанська область — 5 осіб (20,0 %); Новгородська область — 4 осіб (16,0 %) тощо |
| 254 | Чамалали                     | | 24                | 0,00 %   | Дагестан — 16 осіб (66,7 %) |
| 255 | Уругвайці                    | | 19                | 0,00 %   | Москва — 15 осіб (78,9 %) |
| 256 | Малавійці                    | | 18                | 0,00 %   | Рязанська область — 8 осіб (44,4 %); Санкт-Петербург — 3 осіб (16,7 %); Нижегородська область — 3 осіб (16,7 %) ; Новгородська область — 3 осіб (16,7 %) |
| 257 | Карагаші                     | | 16                | 0,00 %   | Астраханська область — 12 осіб (75,0 %) |
| 258 | Ботсванці                    | | 16                | 0,00 %   | Ростовська область — 7 осіб (43,8 %); Рязанська область — 3 осіб (18,8 %) |
| 259 | Домініканці                  | | 16                | 0,00 %   | Москва — 6 осіб (37,5 %); Тульська область — 4 осіб (25,0 %) |
| 260 | Костариканці                 | | 16                | 0,00 %   | Москва — 8 осіб (50,0 %); Санкт-Петербург — 3 осіб (18,8 %) |
| 261 | Пуерториканці                | | 16                | 0,00 %   | Дагестан — 6 осіб (37,5 %); Москва — 4 осіб (25,0 %) |
| 262 | Гаїтяни                      | | 15                | 0,00 %   | Москва — 5 осіб (33,3 %); Ставропольський край — 3 осіб (20,0 %) |
| 263 | Маньчжури                    | | 15                | 0,00 %   | Новосибірська область — 3 осіб (20,0 %) тощо |
| 264 | Панамці                      | | 15                | 0,00 %   | Москва — 3 осіб (20,0 %) тощо |
| 265 | Даури                        | | 14                | 0,00 %   | Свердловська область — 6 осіб (42,9 %); Новосибірська область — 4 осіб (28,6 %); Бурятія — 3 осіб (21,4 %) |
| 266 | Габонці                      | | 13                | 0,00 %   | Ивановська область — 5 осіб (38,5 %); Москва — 4 осіб (30,8 %); Бурятія — 3 осіб (21,4 %) |
| 267 | Кабоверденці                 | | 13                | 0,00 %   | Ростовська область — 7 осіб (53,8 %); Воронезька область — 4 осіб (30,8 %) |
| 268 | Нігерці                      | | 13                | 0,00 %   | Москва — 7 осіб (53,8 %) |
| 269 | Арчинці                      | | 12                | 0,00 %   | Дагестан — 6 осіб (50,0 %); Москва — 5 осіб (14,7 %) |
| 270 | Гватемальці                  | | 11                | 0,00 %   | Москва — 5 осіб (45,5 %) тощо |
| 271 | Бісау-Гвінейці               | | 10                | 0,00 %   | Рязанська область — 3 осіб (30,0 %) тощо |
| 272 | Ісландці                     | | 10                | 0,00 %   | Москва — 4 осіб (40,0 %) тощо |
| 273 | Буркінабці                   | | 9                 | 0,00 %   | Москва — 2 осіб (22,2 %), Московська область — 2 осіб (22,2 %) тощо |
| 274 | Ямайці                       | | 9                 | 0,00 %   | Санкт-Петербург — 5 осіб (55,6 %) |
| 275 | Еритрейці                    | | 8                 | 0,00 %   | Північна Осетія — 3 осіб (37,5 %); Пермський край — 3 осіб (37,5 %) |
| 276 | Кайтагці                     | | 7                 | 0,00 %   | Дагестан — 4 осіб (57,1 %) |
| 277 | Астраханські татари          | | 7                 | 0,00 %   | Астраханська область — 0 осіб; Красноярський край — 6 осіб (85,7 %) |
| 278 | Полінезійці                  | | 7                 | 0,00 %   | Ростовська область — 3 осіб (42,9 %) |
| 279 | Тоголезці                    | | 7                 | 0,00 %   | Московська область — 3 осіб (42,9 %) |
| 280 | Черкесогаї                   | | 6                 | 0,00 %   | Краснодарський край — 5 осіб (83,3 %) |
| 281 | Баски                        | | 6                 | 0,00 %   | Хакасія — 2 осіб (33,3 %) тощо |
| 282 | Багулали                     | | 5                 | 0,00 %   | Москва — 5 осіб (100,0 %) |
| 283 | Гондурасці                   | | 5                 | 0,00 %   | |
| 284 | Сьєрралеонці                 | | 5                 | 0,00 %   | |
| 285 | Кереки                       | | 4                 | 0,00 %   | Чукотський АО — 1 осіб (25,0 %) |
| 286 | Менноніти                    | | 4                 | 0,00 %   | Красноярський край — 4 осіб (100,0 %) |
| 287 | Парагвайці                   | | 4                 | 0,00 %   | Москва — 4 осіб (100,0 %) |
| 289 | Гамбійці                     | | 3                 | 0,00 %   | Москва — 2 осіб (66,7 %) |
| 290 | Люксембуржці                 | | 3                 | 0,00 %   | |
| 290 | Монегаски                    | | 3                 | 0,00 %   | Карачаєво-Черкесія — 2 осіб (66,7 %) |
| 291 | Сальвадорці                  | | 3                 | 0,00 %   | Москва — 2 осіб (66,7 %) |
| 292 | Екваторіанці                 | | 3                 | 0,00 %   | Білгородська область — 2 осіб (66,7 %) |
| 293 | Камасинці                    | | 2                 | 0,00 %   | Красноярський край — 2 осіб (100,0 %) |
| 294 | Уруми                        | | 1                 | 0,00 %   | Білгородська область — 1 осіб (100,0 %) |
| 295 | Юги                          | | 1                 | 0,00 %   | Красноярський край — 1 осіб (100,0 %) |
| 296 | Джекці                       | | 1                 | 0,00 %   | Красноярський край — 1 осіб (100,0 %) |
| 297 | Джібутійці                   | | 1                 | 0,00 %   | Ростовська область — 1 осіб (100,0 %) |
| 298 | Коморці                      | | 1                 | 0,00 %   | Москва — 1 осіб (100,0 %) |
| 299 | Лесотці                      | | 1                 | 0,00 %   | Москва — 1 осіб (100,0 %) |
| 300 | Ліберійці                    | | 1                 | 0,00 %   | Краснодарський край — 1 осіб (100,0 %) |
| 301 | Ліхтенштейнці                | | 1                 | 0,00 %   | Кіровська область — 1 осіб (100,0 %) |
| 302 | Сантомійці                   | | 1                 | 0,00 %   | Московська область — 1 осіб (100,0 %) |
| 303 | Сібо                         | | 1                 | 0,00 %   | Брянська область — 1 осіб (100,0 %) |
| 304 | Тонганці                     | | 1                 | 0,00 %   | Воронезька область — 1 осіб (100,0 %) |
| …   | інші                         | | 17509             | 0,01 %   | |
| …   | не вказали національність    | | 5629429           | 3,94 %   | |
| …   | РАЗОМ, РФ                    | | 142856536         | 100,00 % | |

## Розселення народів Росії по суб'єктах РФ (2002 р)
| №   | Народність                   | у тому чилі                                    | Численность осіб | %      | Основні регіони розселення - чисельність народу в суб’єкті РФ (% від загальної чисельності народу в Росії) |
| --- | ---------------------------- | ---------------------------------------------- | ---------------- | ------ | --- |
| 1   | Росіяни                      | казаки, поморяни                               | 115889107        | 79,83  | всі суб’єкти РФ (Москва — 8 808 009 осіб (7,6 % від загальної чисельності у РФ); Московська область — 6 022 763 осіб (5,2 %); Краснодарський край — 4 436 272 осіб (3,8 %); Свердловська область — 4 002 974 осіб (3,5 %); Санкт-Петербург — 3 949 623 осіб (3,4 %); Ростовська область — 3 934 835 осіб (3,4 %) тощо) |
| 2   | Татари                       | кряшени, сибірські татари, астраханські татари | 5554601          | 3,82   | Татарстан — 2 000 116 осіб (36,0 %); Башкортостан — 990 702 осіб (17,8 %); Тюменська область — 242 352 осіб (4,4 %) (ХМАО — 107 637 осіб (1,9 %)); Челябінська область — 205 087 осіб (3,7 %); Ульяновська область — 168 766 осіб (3,0 %); Свердловська область — 168 163 осіб (3,0 %); Москва — 166 083 осіб (3,0 %); Оренбурзька область — 165 967 осіб (3,0 %); Пермський край — 136 597 осіб (2,5 %); Самарська область — 127 931 осіб (2,3 %); Удмуртія — 109 218 осіб (2,0 %); Пензенська область — 86 805 осіб (1,6 %); Астраханська область — 70 590 осіб (1,3 %) тощо |
| 3   | Українці                     |                                                | 2942961          | 2,02   | Москва — 253 644 осіб (8,6 %); Тюменська область — 211 372 осіб (7,2 %) (ХМАО — 123 238 осіб (4,2 %)); Московська область — 147 808 осіб (5,0 %); Краснодарський край — 131 774 осіб (4,5 %); Ростовська область — 118 486 осіб (4,0 %); Приморський край — 94 058 осіб (3,2 %); Санкт-Петербург — 87 119 осіб (1,9 %) тощо |
| 4   | Башкири                      |                                                | 1673389          | 1,85   | Башкортостан — 1 221 302 осіб (73,0 %); Челябінська область — 166 372 осіб (9,9 %); Оренбурзька область — 52 685 осіб (3,1 %); Тюменська область — 45 575 осіб (2,7 %) (ХМАО — 35 807 осіб (2,1 %)); Пермський край — 40 740 осіб (2,4 %); Свердловська область — 37 296 осіб (2,2 %) |
| 5   | Чуваші                       |                                                | 1637094          | 1,12   | Чувашія — 889 268 осіб (54,3 %); Татарстан — 126 532 осіб (7,7 %); Башкортостан — 117 317 осіб (7,2 %); Ульяновська область — 111 316 осіб (6,8 %); Самарська область — 101 358 осіб (6,2 %) |
| 6   | Чеченці                      | чеченці-аккинці                                | 1360253          | 0,93   | Чечня — 1 031 647 осіб (75,8 %); Інгушетія — 95 403 осіб (7,0 %); Дагестан — 87 867 осіб (6,5 %) |
| 7   | Вірмени                      |                                                | 1130491          | 0,78   | Краснодарський край — 274 566 осіб (24,3 %); Ставропольський край — 149 249 осіб (13,2 %); Москва — 124 425 осіб (11,0 %); Ростовська область — 109 994 осіб (9,7 %); Московська область — 39 660 осіб (3,5 %) тощо |
| 8   | Мордва                       | мордва-мокша, мордва-ерзя                      | 843350           | 0,58   | Мордовія — 283 861 осіб (33,7 %); Самарська область — 86 000 осіб (10,2 %); Пензенська область — 70 339 осіб (8,3 %); Оренбурзька область — 52 458 осіб (6,2 %); Ульяновська область — 50 229 осіб (6,0 %) |
| 9   | Аварці                       | андо-цезские народности та арчинці             | 814473           | 0,56   | Дагестан — 758 438 осіб (93,1 %); Ставропольський край — 7167 осіб (0,9 %); Москва — 4950 осіб (0,6 %) |
| 10  | Білоруси                     |                                                | 807970           | 0,55   | Москва — 59 353 осіб (7,3 %); Санкт-Петербург — 54 484 осіб (6,7 %); Калінінградська область — 50 748 осіб (6,3 %); Московська область — 42 212 осіб (5,2 %); Карелія — 37 681 осіб (4,7 %); Тюменська область — 35 996 осіб (4,5 %) (ХМАО — 20 518 осіб (2,5 %)) ; Ростовська область — 26 604 осіб (3,3 %); Ленінградська область — 26 290 осіб (3,3 %) |
| 11  | Казахи                       |                                                | 653962           | 0,45   | Астраханська область — 142 633 осіб (21,8 %); Оренбурзька область — 125 568 осіб (19,2 %); Омська область — 81 618 осіб (12,5 %); Саратовська область — 78 320 осіб (12,0 %); Волгоградська область — 45 301 осіб (6,9 %); Челябінська область — 36 219 (5,5 %) |
| 12  | Удмурти                      |                                                | 636906           | 0,44   | Удмуртія — 460 584 осіб (72,3 %); Пермський край — 26 272 осіб (4,1 %); Татарстан — 24 207 осіб (3,8 %); Башкортостан — 22 625 осіб (3,6 %); Кіровська область — 17 952 осіб (2,8 %); Свердловська область — 17 903 осіб (2,8 %) |
| 13  | Азербайджанці                |                                                | 621840           | 0,43   | Дагестан — 111 656 осіб (18,0 %); Москва — 95 563 осіб (15,4 %); Тюменська область — 42 359 осіб (6,8 %); Красноярський край — 19 447 осіб (3,1 %); Санкт-Петербург — 16 613 осіб (2,7 %); Ростовська область — 16 498 осіб (2,7 %); Саратовська область — 16 417 осіб (2,6 %) тощо |
| 14  | Марійці                      | гірські марійці, лучно-східні марійці          | 604298           | 0,42   | Марій Ел — 312 178 осіб (51,7 %); Башкортостан — 105 829 осіб (17,5 %); Кіровська область — 38 930 осіб (6,4 %); Свердловська область — 27 863 осіб (4,6 %); Татарстан — 18 787 осіб (3,1 %) |
| 15  | Німці                        |                                                | 597212           | 0,41   | Алтайський край — 79 502 осіб (13,3 %); Омська область — 76 334 осіб (12,8 %); Новосибірська область — 47 275 осіб (7,9 %); Красноярський край — 36 850 осіб (6,2 %); Кемеровська область — 35 965 осіб (6,0 %); Челябінська область — 28 457 осіб (4,8 %); Тюменська область — 27 196 осіб (4,6 %); Свердловська область — 22 540 осіб (3,8 %) |
| 16  | Кабардинці                   |                                                | 519958           | 0,36   | Кабардино-Балкарія — 498 702 осіб (95,9 %); Ставропольський край — 6619 осіб (1,3 %); Північна Осетія-Аланія — 2902 осіб (0,6 %) |
| 17  | Осетини                      | дигорон (дигорці), ірон (іронці)               | 514875           | 0,35   | Північна Осетія-Аланія — 445 310 осіб (85,6 %); Москва — 10 561 осіб (2,1 %); Кабардино-Балкарія — 9845 осіб (1,9 %); Ставропольський край — 7772 осіб (1,5 %); Краснодарський край — 4133 осіб (0,8 %); Карачаєво-Черкесія — 3333 осіб (0,6 %) |
| 18  | Даргинці                     | кайтагці, кубачинці                            | 510156           | 0,35   | Дагестан — 425 526 осіб (83,4 %); Ставропольський край — 40 218 осіб (7,9 %); Калмикія — 7295 осіб (1,4 %); Ростовська область — 6735 осіб (1,3 %); Астраханська область — 3550 осіб (0,7 %), Москва — 2898 осіб (0,6 %) |
| 19  | Буряти                       |                                                | 445175           | 0,31   | Бурятія — 272 910 осіб (61,3 %); Іркутська область — 80 565 осіб (18,1 %); Забайкальський край — 70 457 осіб (15,8 %); Якутія (Саха) — 7266 осіб (1,6 %) |
| 20  | Якути (саха)                 |                                                | 443852           | 0,30   | Якутія (Саха) — 432 290 осіб (97,4 %); Хабаровський край — 1454 осіб (0,3 %); Москва — 1448 осіб (0,3 %); Красноярський край — 1368 осіб (0,3 %) |
| 21  | Кумики                       |                                                | 422409           | 0,29   | Дагестан — 365 804 осіб (86,6 %); Північна Осетія-Аланія — 12 659 осіб (3,0 %); Тюменська область — 12 343 осіб (2,9 %) (ХМАО — 9554 осіб (2,3 %); ЯНАО — 2613 осіб (0,6 %)); Чечня — 8 883 осіб (2,1 %); Ставропольський край — 5744 осіб (1,4 %); Москва — 1615 осіб (0,4 %) |
| 22  | Інгуші                       |                                                | 413016           | 0,28   | Інгушетія — 361 057 осіб (87,4 %); Північна Осетія-Аланія — 21 442 осіб (5,2 %); Москва — 4050 осіб (1,0 %), Чечня — 2914 осіб (0,7 %) |
| 23  | Лезгини                      |                                                | 411535           | 0,28   | Дагестан — 336 698 осіб (81,8 %); Тюменська область — 10 631 осіб (2,6 %) (ХМАО — 8580 осіб (2,1 %)); Ставропольський край — 6558 осіб (1,6 %); Саратовська область — 5308 осіб (1,3 %); Москва — 4475 осіб (1,1 %) |
| 24  | Комі                         | комі-іжемці                                    | 293406           | 0,20   | Республіка Комі — 256 464 осіб (87,4 %); Тюменська область — 10 555 осіб (3,6 %) (ЯНАО — 6177 осіб (2,1 %); ХМАО — 3081 осіб (1,1 %)); Архангельська область — 5745 осіб (2,0 %) (Ненецький АО — 4510 осіб (1,5 %)); Мурманська область — 2177 осіб (0,7 %) |
| 25  | Тувинці (тива)               | тоджинці                                       | 243442           | 0,17   | Тива — 235 313 осіб (96,7 %); Красноярський край — 1492 осіб (0,6 %) |
| 26  | Євреї                        |                                                | 229938           | 0,16   | Москва — 79 359 осіб (34,5 %); Санкт-Петербург — 36 570 осіб (15,9 %); Московська область — 9899 осіб (4,3 %); Свердловська область — 6810 осіб (3,0 %); Самарська область — 6384 осіб (2,8 %); Нижегородська область — 5312 осіб (2,3 %); … ; Єврейська автономна область — 2327 осіб (1,0 %) тощо |
| 27  | Грузини                      | аджарці, інгілойці, лази, мегрели, свани       | 197934           | 0,14   | Москва — 54 387 осіб (27,5 %); Краснодарський край — 20 500 осіб (10,4 %); Північна Осетія-Аланія — 10 803 осіб (5,5 %); Ростовська область — 10 636 осіб (5,4 %); Санкт-Петербург — 10 104 осіб (5,1 %); Московська область — 9888 осіб (5,0 %); Ставропольський край — 8764 осіб (4,4 %) |
| 28  | Карачаєвці                   |                                                | 192182           | 0,13   | Карачаєво-Черкесія — 169 198 осіб (88,0 %); Ставропольський край — 15 146 осіб (7,9 %); Кабардино-Балкарія — 1272 осіб (0,7 %) |
| 29  | Цигани                       |                                                | 182766           | 0,13   | Ставропольський край — 19 094 осіб (10,4 %); Ростовська область — 15 138 осіб (8,3 %); Краснодарський край — 10 873 осіб (5,9 %); Волгоградська область — 7258 осіб (4,0 %); Самарська область — 5244 осіб (2,9 %); Воронезька область — 4779 осіб (2,6 %); Ленінградська область — 4573 осіб (2,5 %); Тверська область — 4553 осіб (2,5 %) тощо |
| 30  | Калмики                      |                                                | 173996           | 0,12   | Калмикія — 155 938 осіб (89,6 %); Астраханська область — 7162 осіб (4,1 %); Москва — 2047 (1,2 %); Волгоградська область — 1617 осіб (0,9 %); Ростовська область — 936 осіб (0,5 %) |
| 31  | Молдавани                    |                                                | 172330           | 0,12   | Москва — 36 570 осіб (21,2 %); Тюменська область — 17 938 осіб (10,4 %) (ХМАО — 10 861 осіб (6,3 %); ЯНАО — 5400 осіб (3,1 %)); Московська область — 10 418 осіб (6,0 %); Ростовська область — 7599 осіб (4,4 %); Краснодарський край — 6537 осіб (3,8 %); |
| 32  | Лакці                        |                                                | 156545           | 0,11   | Дагестан — 139 732 осіб (89,3 %); Ставропольський край — 2561 осіб (1,6 %); Москва — 1834 осіб (1,2 %); Кабардино-Балкарія — 1800 осіб (1,1 %) |
| 33  | Корейці                      |                                                | 148556           | 0,10   | Сахалінська область — 29 592 осіб (19,9 %); Приморський край — 17 899 осіб (12,0 %); Ростовська область — 11 669 осіб (7,9 %); Хабаровський край — 9519 осіб (6,4 %); Москва — 8630 осіб (5,8 %); Ставропольський край — 7095 осіб (4,8 %); Волгоградська область — 6066 осіб (4,1 %); Кабардино-Балкарія — 4722 осіб (3,2 %) |
| 34  | Казаки                       |                                                | 140028           | 0,10   | Ростовська область — 87 492 осіб (62,5 %); Волгоградська область — 20 648 осіб (14,7 %); Краснодарський край — 17 542 осіб (12,5 %); Ставропольський край — 3902 осіб (2,8 %) |
| 35  | Табасарани                   |                                                | 131785           | 0,09   | Дагестан — 110 152 осіб (83,6 %); Ставропольський край — 5477 осіб (4,2 %); Ростовська область — 2231 осіб (1,7 %); Краснодарський край — 1331 осіб (1,0 %); Саратовська область — 1276 осіб (1,0 %) |
| 36  | Адигейці                     |                                                | 128528           | 0,09   | Адигея — 108 115 осіб (84,1 %); Краснодарський край — 15 821 осіб (12,3 %) |
| 37  | Комі-перм’яки                |                                                | 125235           | 0,09   | Пермський край — 103 505 осіб (82,6 %); Тюменська область — 3397 осіб (2,7 %) (ХМАО — 2704 осіб(2,2 %)); Свердловська область — 1897 осіб (1,5 %); Ростовська область — 1811 осіб (1,4 %); Республіка Комі — 1118 осіб (0,9 %) |
| 38  | Узбеки                       |                                                | 122916           | 0,08   | Москва — 24 312 осіб (19,8 %); Тюменська область — 7730 осіб (6,3 %) (ХМАО — 5182 осіб (4,2 %)); Самарська область — 5438 осіб (4,4 %); Башкортостан — 5145 осіб (4,2 %); Татарстан — 4852 осіб (3,9 %); Московська область — 4183 осіб (3,4 %); Свердловська область — 3836 осіб (3,1 %) |
| 39  | Таджики                      |                                                | 120136           | 0,08   | Москва — 35 385 осіб (29,5 %); Тюменська область — 7968 осіб (6,6 %) (ХМАО — 5651 осіб (4,7 %)); Свердловська область — 6125 осіб (5,1 %); Челябінська область — 5125 осіб (4,3 %); Самарська область — 4624 осіб (3,8 %); Кемеровська область — 4474 осіб (3,7 %); Татарстан — 3625 осіб (3,0 %) |
| 40  | Балкарці                     |                                                | 108426           | 0,07   | Кабардино-Балкарія — 104 951 осіб (96,8 %); Ставропольський край — 783 осіб (0,7 %) |
| 41  | Греки                        |                                                | 97827            | 0,07   | Ставропольський край — 34 078 осіб (34,8 %); Краснодарський край — 26 540 осіб (27,1 %); Москва — 3726 осіб (3,8 %); Ростовська область — 3154 осіб (3,2 %); Північна Осетія-Аланія — 2332 осіб (2,4 %) |
| 42  | Карели                       |                                                | 93344            | 0,06   | Карелія — 65 651 осіб (70,3 %); Тверська область — 14 633 осіб (15,7 %); Мурманська область — 2203 осіб (2,4 %); Санкт-Петербург — 2142 осіб (2,3 %); Ленінградська область — 2057 осіб (2,2 %) |
| 43  | Турки                        |                                                | 92415            | 0,06   | Ростовська область — 28 285 осіб (30,6 %); Краснодарський край — 13 496 осіб (14,6 %); Кабардино-Балкарія — 8770 осіб (9,5 %); Ставропольський край — 7484 осіб (8,1 %); Волгоградська область — 4049 осіб (4,4 %); Калмикія — 3224 осіб (3,5 %); Північна Осетія-Аланія — 2835 осіб (3,1 %) |
| 44  | Ногайці                      |                                                | 90666            | 0,06   | Дагестан — 38 168 осіб (42,1 %); Ставропольський край — 20 680 осіб (22,8 %); Карачаєво-Черкесія — 14 873 осіб (16,4 %); Астраханська область — 4570 осіб (5,0 %); Тюменська область — 4272 осіб (4,7 %); Чечня — 3572 осіб (3,9 %) |
| 45  | Мордва-ерзя                  |                                                | 84407            | 0,06   | Мордовія — 78 963 осіб (92,9 %); Ульяновська область — 2825 осіб (3,3 %) |
| 46  | Хакаси                       |                                                | 75622            | 0,05   | Хакасія — 65 421 осіб (86,5 %); Красноярський край — 4489 осіб (5,9 %); Тива — 1219 осіб (1,6 %) |
| 47  | Поляки                       |                                                | 73001            | 0,05   | Москва — 4456 осіб (6,1 %); Санкт-Петербург — 4451 осіб (6,1 %); Калінінградська область — 3918 осіб (5,4 %); Тюменська область — 3427 осіб (5,0 %); Карелія — 3022 осіб (4,1 %); Краснодарський край — 2958 осіб (4,0 %) |
| 48  | Алтайці                      |                                                | 67239            | 0,05   | Алтай — 62 192 осіб (92,5 %); Алтайський край — 1880 осіб (2,8 %); Кемеровська область — 528 осіб (0,8 %) |
| 49  | Черкеси                      |                                                | 60517            | 0,04   | Карачаєво-Черкесія — 49 591 осіб (81,9 %); Краснодарський край — 4446 осіб (7,3 %); Ставропольський край — 2097 осіб (3,5 %); Кабардино-Балкарія — 725 осіб (1,2 %); Адигея — 642 осіб (1,1 %) |
| 50  | Лучно-східні марійці         |                                                | 56119            | 0,04   | Марій Ел — 52 696 осіб (93,9 %); Свердловська область — 748 осіб (1,3 %) |
| 51  | Мордва-мокша                 |                                                | 49624            | 0,03   | Мордовія — 47 406 осіб (95,5 %); Москва — 483 осіб (1,0 %) |
| 52  | Литовці                      |                                                | 45569            | 0,03   | Калінінградська область — 13 937 осіб (30,6 %); Москва — 2197 осіб (4,8 %); Красноярський край — 2029 осіб (4,5 %); Іркутська область — 1669 осіб (3,7 %); Санкт-Петербург — 1637 осіб (3,6 %); Республіка Комі — 1607 осіб (3,5 %); Карелія — 1074 осіб |
| 53  | Ненці                        |                                                | 41302            | 0,03   | Тюменська область — 27 965 осіб (67,7 %) (Ямало-Ненецький АО — 26 435 осіб (64,0 %); Ханти-Мансійський АО — Югра — 1290 осіб (3,1 %)); Архангельська область — 8326 осіб (20,2 %) (Ненецький АО — 7754 осіб (18,8 %)); Красноярський край — 3188 осіб (7,7 %); Республіка Комі — 708 осіб (1,7 %) |
| 54  | Абазини                      |                                                | 37942            | 0,03   | Карачаєво-Черкесія — 32 346 осіб (85,3 %); Ставропольський край — 3300 осіб (8,7 %); Кабардино-Балкарія — 514 осіб (1,4 %) |
| 55  | Евенки                       |                                                | 35527            | 0,02   | Якутія (Саха) — 18 232 осіб (51,3 %); Красноярський край — 4632 осіб (13,0 %); Хабаровський край — 4533 осіб (12,8 %); Бурятія — 2334 осіб (6,6 %); Амурська область — 1501 осіб (4,2 %); Забайкальський край — 1492 осіб (4,2 %); Іркутська область — 1431 осіб (4,0 %) |
| 56  | Китайці                      |                                                | 34577            | 0,02   | Москва — 12 801 осіб (37,0 %); Приморський край — 3840 осіб (11,1 %); Хабаровський край — 3815 осіб (11,0 %); Свердловська область — 2435 (7,0 %); Іркутська область — 1409 (4,1 %); Ростовська область — 1147 осіб (3,3 %) |
| 57  | Фіни                         | фіни-інгерманландці                            | 34050            | 0,02   | Карелія — 14 156 осіб (41,6 %); Ленінградська область — 7930 осіб (23,3 %); Санкт-Петербург — 3980 осіб (11,7 %) |
| 58  | Туркмени                     |                                                | 33053            | 0,02   | Ставропольський край — 13 937 осіб (42,2 %); Москва — 3526 осіб (10,7 %); Астраханська область — 2154 осіб (6,5 %) |
| 59  | Болгари                      |                                                | 31965            | 0,02   | Тюменська область — 3430 осіб (10,7 %) (ХМАО — 1783 осіб (5,6 %); ЯНАО — 1025 осіб (3,2 %)); Краснодарський край — 3138 осіб (9,8 %); Москва — 2374 осіб (7,4 %); Московська область — 1511 осіб (4,7 %); Челябінська область — 1284 осіб (4,0 %); Свердловська область — 1183 осіб (3,7 %); Ростовська область — 1074 осіб (3,4 %) |
| 60  | Киргизи                      |                                                | 31808            | 0,02   | Москва — 4102 осіб (12,9 %); Красноярський край — 3876 осіб (12,2 %); Тюменська область — 3075 осіб (9,7 %) (ХМАО — 2055 осіб (6,5 %); ЯНАО — 572 осіб, 1,8 %); Свердловська область — 1 923 осіб (6,0 %); Якутія (Саха) — 1454 осіб (4,6 %); Новосибірська область — 1 423 осіб (4,5 %); Іркутська область — 1 322 осіб (4,2 %); Кемеровська область — 1 281 осіб (4,0 %) |
| 61  | єзиди                        |                                                | 31273            | 0,02   | Краснодарський край — 4 441 осіб (14,2 %); Нижегородська область — 3 076 осіб (9,8 %); Ярославська область — 2 718 осіб (8,7 %); Ставропольський край — 2 417 осіб (7,7 %); Новосибірська область — 1 987 осіб (6,4 %); Москва — 1 643 осіб (5,3 %); Ростовська область — 1 631 осіб (5,3 %) |
| 62  | Рутульці                     |                                                | 29929            | 0,02   | Дагестан — 24 298 осіб (81,2 %); Ставропольський край — 937 осіб (3,1 %); Ростовська область — 914 осіб (3,1 %); Калмикія — 628 осіб (2,1 %) |
| 63  | Ханти                        |                                                | 28678            | 0,02   | Тюменська область — 26 694 осіб (93,1 %) (Ханти-Мансійський АО — Югра — 17 128 осіб (59,7 %); Ямало-Ненецький АО — 8760 осіб, 30,9 %); Томська область — 873 осіб (3,0 %) |
| 64  | Латвійці                     |                                                | 28520            | 0,02   | Красноярський край — 3747 осіб (13,1 %); Москва — 2422 осіб (8,5 %); Омська область — 2235 осіб (7,8 %); Санкт-Петербург — 1705 осіб (6,0 %); Башкортостан — 1508 осіб (5,3 %); Московська область — 872 осіб (3,1 %) |
| 65  | Агули                        |                                                | 28297            | 0,02   | Дагестан — 23 314 осіб (82,4 %); Ставропольський край — 1476 осіб (5,2 %); Краснодарський край — 357 осіб (1,3 %) |
| 66  | Естонці                      |                                                | 28113            | 0,02   | Красноярський край — 4104 осіб (14,6 %); Омська область — 3025 осіб (10,8 %); Санкт-Петербург — 2256 осіб (8,1 %); Ленінградська область — 1409 осіб (5,0 %); Новосибірська область — 1399 осіб (5,0 %); Москва — 1244 осіб (4,4 %); Краснодарський край — 1138 осіб (4,0 %); Псковська область — 1122 осіб (4,0 %) |
| 67  | В’єтнамці                    |                                                | 26206            | 0,02   | Москва — 15 616 осіб (59,6 %); Ставропольський край — 1315 осіб (5,0 %); Башкортостан — 1204 осіб (4,6 %) |
| 68  | Кряшени                      |                                                | 24668            | 0,02   | Татарстан — 18 760 осіб (76,0 %); Башкортостан — 4510 осіб (18,3 %); Удмуртія — 650 осіб (2,6 %) |
| 69  | Андійці                      |                                                | 21808            | 0,02   | Дагестан — 21 270 осіб (97,5 %); Калмикія — 311 осіб (1,4 %) |
| 70  | Курди                        |                                                | 19607            | 0,01   | Краснодарський край — 5022 осіб (25,6 %); Адигея — 3631 осіб (18,5 %); Саратовська область — 2268 осіб (11,6 %); Ставропольський край — 1259 осіб (6,4 %) |
| 71  | Евени                        |                                                | 19071            | 0,01   | Якутія (Саха) — 11 657 осіб (61,1 %); Магаданська область — 2527 осіб (13,3 %); Камчатський край — 1779 осіб (9,3 %); Чукотський АО — 1407 осіб (7,4 %); Хабаровський край — 1272 осіб (6,7 %) |
| 72  | Гірські марійці              |                                                | 18515            | 0,01   | Марій Ел — 17 715 осіб (95,7 %) |
| 73  | Чукчи                        |                                                | 15767            | 0,01   | Чукотський АО — 12 622 осіб (80,1 %); Камчатський край — 1487 осіб (9,4 %); Якутія (Саха) — 602 осіб (3,8 %); Магаданська область — 248 осіб (1,6 %) |
| 74  | Комі-іжемці                  |                                                | 15607            | 0,01   | Республіка Комі — 12 689 осіб (81,3 %); Тюменська область — 1743 осіб (11,2 %) (ЯНАО — 1002 осіб, 6,4 %; ХМАО — 740 осіб, 4,7 %); Мурманська область — 1128 осіб (7,2 %) |
| 75  | Дідойці                      |                                                | 15256            | 0,01   | Дагестан — 15 176 осіб (99,5 %) |
| 76  | Шорці                        |                                                | 13975            | 0,01   | Кемеровська область — 11 554 осіб (82,7 %); Хакасія — 1078 осіб (7,7 %); Красноярський край — 201 осіб (1,4 %); Алтайський край — 165 осіб (1,2 %); Алтай — 141 осіб (1,0 %) |
| 77  | Ассирійці                    |                                                | 13649            | 0,01   | Краснодарський край — 3764 осіб (27,6 %); Москва — 2737 осіб (20,1 %); Ростовська область — 2040 осіб (14,9 %); Ставропольський край — 872 осіб (6,4 %); Санкт-Петербург — 487 осіб (3,6 %) |
| 78  | Гагаузи                      |                                                | 12210            | 0,01   | Тюменська область — 2 573 осіб (21,1 %) (ХМАО — 1556 осіб, 12,7 %; ЯНАО — 857 осіб, 7,0 %); Москва — 1001 осіб (8,2 %); Московська область — 677 осіб (5,5 %) |
| 79  | Нанайці                      |                                                | 12160            | 0,01   | Хабаровський край — 10 993 осіб (90,4 %); Приморський край — 417 осіб (3,4 %); Сахалінська область — 159 осіб (1,3 %) |
| 80  | Мансі                        |                                                | 11432            | 0,01   | Тюменська область — 10 561 осіб (92,4 %) (Ханти-Мансійський АО — Югра — 9894 осіб (86,6 %); ЯНАО — 171 осіб (1,5 %)); Свердловська область — 259 осіб (2,3 %) |
| 81  | Абхази                       |                                                | 11366            | 0,01   | Москва — 3687 осіб (32,4 %); Краснодарський край — 1988 осіб (17,5 %); Санкт-Петербург — 864 осіб (7,6 %); Ростовська область — 689 осіб (6,1 %) |
| 82  | Араби                        |                                                | 10630            | 0,01   | Москва — 3663 осіб (34,5 %); Санкт-Петербург — 1115 осіб (10,5 %); Краснодарський край — 665 осіб (6,3 %); Волгоградська область — 534 осіб (5,0 %) |
| 83  | Цахури                       |                                                | 10366            | 0,01   | Дагестан — 8 168 осіб (78,8 %); Тюменська область — 243 осіб (2,3 %); Ростовська область — 239 осіб (2,3 %) |
| 84  | Пуштуни (афганці)            |                                                | 9800             | 0,00   | Москва — 5993 осіб (61,2 %); Ростовська область — 771 осіб (7,9 %) |
| 85  | Сибірські татари             |                                                | 9611             | 0,00   | Тюменська область — 7890 осіб (82,1 %); Курганська область — 1081 чед. (11,2 %) |
| 86  | Нагайбаки                    |                                                | 9600             | 0,00   | Челябінська область — 9087 осіб (94,7 %); Тюменська область — 195 осіб (2,0 %) (ХМАО — 173 осіб (1,8 %)) |
| 87  | Коряки                       |                                                | 8743             | 0,00   | Камчатський край — 7328 осіб (83,8 %); Магаданська область — 888 осіб (10,2 %) |
| 88  | Вепси                        |                                                | 8240             | 0,00   | Карелія — 4870 осіб (59,1 %); Ленінградська область — 2019 осіб (24,5 %); Вологодська область — 426 осіб (5,2 %); Санкт-Петербург — 318 осіб (3,9 %) |
| 89  | Долгани                      |                                                | 7261             | 0,00   | Красноярський край — 5805 осіб (79,9 %); Якутія (Саха) — 1272 осіб (17,5 %) |
| 90  | Поморяни                     |                                                | 6571             | 0,00   | Архангельська область — 6295 осіб (95,8 %); Мурманська область — 127 осіб (1,9 %) |
| 91  | Ахвахці                      |                                                | 6376             | 0,00   | Дагестан — 6376 осіб (99,8 %) |
| 92  | Бежтинці                     |                                                | 6198             | 0,00   | Дагестан — 6184 осіб (99,8 %) |
| 93  | Каратинці                    |                                                | 6052             | 0,00   | Дагестан — 6019 осіб (99,5 %) |
| 94  | Румуни                       |                                                | 5308             | 0,00   | Ростовська область — 458 осіб (8,6 %); Москва — 357 осіб (6,7 %); Тюменська область — 357 осіб (6,7 %); Краснодарський край — 338 осіб (6,4 %) |
| 95  | Нивхи                        |                                                | 5162             | 0,00   | Хабаровський край — 2452 осіб (47,5 %); Сахалінська область — 2450 осіб (47,5 %) |
| 96  | Індійці (хінді)              |                                                | 4980             | 0,00   | Москва — 2853 осіб (57,3 %); Дагестан — 463 осіб (9,3 %); Санкт-Петербург — 350 осіб (7,0 %); Тверська область — 325 осіб (6,5 %) |
| 97  | Тоджинці (тива-тоджинці)     |                                                | 4442             | 0,00   | Тива — 4435 осіб (99,8 %) |
| 98  | Селькупи                     |                                                | 4249             | 0,00   | Тюменська область — 1857 осіб (43,7 %) (ЯНАО — 1797 осіб (42,3 %)); Томська область — 1787 осіб (42,1 %); Красноярський край — 412 осіб (9,7 %) |
| 99  | Серби                        |                                                | 4156             | 0,00   | Москва — 1 568 осіб (37,7 %); Тюменська область — 389 осіб (9,4 %) (ХМАО — 347 осіб, 8,3 %); Краснодарський край — 236 осіб (5,7 %); Самарська область — 225 осіб (5,4 %); Московська область — 207 осіб (5,0 %) |
| 100 | Кримські татари              |                                                | 4131             | 0,00   | Краснодарський край — 2609 осіб (63,2 %); Москва — 224 осіб (5,4 %); Кабардино-Балкарія — 112 осіб (2,7 %) |
| 101 | Перси                        |                                                | 3821             | 0,00   | Дагестан — 719 осіб (18,8 %); Москва — 653 осіб (17,1 %); Кабардино-Балкарія — 511 осіб (13,4 %) |
| 102 | Угорці                       |                                                | 3768             | 0,00   | Москва — 450 осіб (11,9 %); Ростовська область — 250 осіб (6,6 %); Московська область — 186 осіб (4,9 %) |
| 103 | Удини                        |                                                | 3721             | 0,00   | Ростовська область — 1573 осіб (42,3 %); Краснодарський край — 809 осіб (21,7 %); Ставропольський край — 336 осіб (9,0 %); Волгоградська область — 274 осіб (7,4 %) |
| 104 | Гірські євреї (тати-юдаїсти) |                                                | 3394             | 0,00   | Дагестан — 1066 осіб (31,4 %); Москва — 979 осіб (28,8 %); Кабардино-Балкарія — 198 осіб (5,8 %) |
| 105 | Турки-месхетинці             |                                                | 3257             | 0,00   | Кабардино-Балкарія — 2283 осіб (70,1 %); Ростовська область — 327 осіб (10,0 %); Краснодарський край — 116 осіб (3,6 %) |
| 106 | Шапсуги                      |                                                | 3231             | 0,00   | Краснодарський край — 3213 осіб (99,4 %) |
| 107 | Ительмени                    |                                                | 3180             | 0,00   | Камчатський край — 2296 осіб (72,2 %); Магаданська область — 643 осіб (20,2 %) |
| 108 | Бесермяни                    |                                                | 3122             | 0,00   | Удмуртія — 2998 осіб (96,0 %) |
| 109 | Кумандинці                   |                                                | 3114             | 0,00   | Алтайський край — 1663 осіб (53,4 %); Алтай — 931 осіб (29,9 %); Кемеровська область — 294 осіб (9,4 %) |
| 110 | Ульчі                        |                                                | 2913             | 0,00   | Хабаровський край — 2718 осіб (93,3 %) |
| 111 | Чехи                         |                                                | 2904             | 0,00   | Краснодарський край — 732 осіб (25,2 %); Москва — 238 осіб (8,2 %); Омська область — 192 осіб (6,6 %) |
| 112 | Уйгури                       |                                                | 2867             | 0,00   | Тюменська область — 188 осіб (6,6 %) (ХМАО — 110 осіб, 3,8 %); Москва — 171 осіб (6,0 %); Алтайський край — 167 осіб (5,8 %); Новосибірська область — 143 осіб (5,0 %); Кемеровська область — 125 осіб (4,4 %) |
| 113 | Сойоти                       |                                                | 2769             | 0,00   | Бурятія — 2739 осіб (98,9 %) |
| 114 | Монголи                      |                                                | 2656             | 0,00   | Москва — 549 осіб (20,7 %); Іркутська область — 472 осіб (17,8 %); Бурятія — 322 осіб (12,1 %) |
| 115 | Телеути                      |                                                | 2650             | 0,00   | Кемеровська область — 2534 осіб (95,6 %) |
| 116 | Талиші                       |                                                | 2548             | 0,00   | Москва — 501 осіб (19,7 %); Санкт-Петербург — 312 осіб (12,2 %); Тюменська область — 297 осіб (11,7 %) (ХМАО — 133 осіб, 5,2 %; ЯНАО — 129 осіб, 5,1 %); Красноярський край — 122 осіб (4,8 %) |
| 117 | Теленгіти                    |                                                | 2399             | 0,00   | Алтай — 2368 осіб (98,7 %) |
| 118 | Тати                         |                                                | 2303             | 0,00   | Дагестан — 825 осіб (35,8 %); Москва — 621 осіб (27,0 %); Ставропольський край — 253 осіб (11,0 %) |
| 119 | Камчадали                    |                                                | 2293             | 0,00   | Камчатський край — 1881 осіб (82,0 %); Магаданська область — 314 осіб (13,7 %) |
| 120 | Астраханські татари          |                                                | 2003             | 0,00   | Астраханська область — 1980 осіб (98,9 %) |
| 121 | Саами                        |                                                | 1991             | 0,00   | Мурманська область — 1769 осіб (88,8 %); Санкт-Петербург — 71 осіб (3,6 %) |
| 122 | Ескімоси                     |                                                | 1750             | 0,00   | Чукотський АО — 1534 осіб (87,7 %); Магаданська область — 26 осіб (1,5 %) |
| 123 | Удегейці                     |                                                | 1657             | 0,00   | Приморський край — 918 осіб (55,4 %); Хабаровський край — 613 осіб (37,0 %) |
| 124 | Латгальці                    |                                                | 1622             | 0,00   | Красноярський край — 807 осіб (49,8 %); Новосибірська область — 250 осіб (15,4 %); Томська область — 157 осіб (9,7 %); Кемеровська область — 129 осіб (8,0 %) |
| 125 | Каракалпаки                  |                                                | 1609             | 0,00   | Волгоградська область — 260 осіб (16,2 %); Москва — 161 осіб (10,0 %); Московська область — 105 осіб (6,5 %) |
| 126 | Тубалари                     |                                                | 1565             | 0,00   | Алтай — 1 533 осіб (98,0 %) |
| 127 | Іспанці                      |                                                | 1547             | 0,00   | Москва — 840 осіб (54,3 %); Московська область — 142 осіб (9,2 %); Санкт-Петербург — 66 осіб (4,3 %); Білгородська область — 65 осіб (4,2 %); Ростовська область — 65 осіб (4,2 %) |
| 128 | Хемшили                      |                                                | 1542             | 0,00   | Краснодарський край — 1019 осіб (66,1 %); Воронезька область — 281 осіб (18,2 %); Ростовська область — 187 осіб (12,1 %) |
| 129 | Юкагири                      |                                                | 1509             | 0,00   | Якутія (Саха) — 1097 осіб (72,7 %); Чукотський АО — 185 осіб (12,3 %); Магаданська область — 79 осіб (5,2 %) |
| 130 | Кети                         |                                                | 1494             | 0,00   | Красноярський край — 1189 осіб (79,6 %); Томська область — 93 осіб (6,2 %); Тюменська область — 31 осіб (2,1 %) (ЯНАО — 15 осіб, 1,0 %; ХМАО — 14 осіб, 0,9 %) |
| 131 | Американці США               |                                                | 1275             | 0,00   | Москва — 457 осіб (35,8 %); Санкт-Петербург — 135 осіб (10,6 %); Новосибірська область — 69 осіб (5,4 %) |
| 132 | Чуванці                      |                                                | 1087             | 0,00   | Чукотський АО — 951 осіб (87,5 %); Магаданська область — 39 осіб (3,6 %) |
| 133 | Гунзибці                     |                                                | 998              | 0,00   | Дагестан — 972 осіб (97,4 %) |
| 134 | Італійці                     |                                                | 862              | 0,00   | Москва — 318 осіб (36,9 %); Санкт-Петербург — 88 осіб (10,2 %) |
| 135 | Челканці                     |                                                | 855              | 0,00   | Алтай — 830 осіб (97,1 %) |
| 136 | Тофалари                     |                                                | 837              | 0,00   | Іркутська область — 723 осіб (86,4 %); Санкт-Петербург — 28 осіб (3,3 %) |
| 137 | Японці                       |                                                | 835              | 0,00   | Сахалінська область — 333 осіб (39,9 %); Москва — 206 осіб (24,7 %); Хабаровський край — 38 осіб (4,6 %); Приморський край — 36 осіб (4,3 %) |
| 138 | Нганасани                    |                                                | 834              | 0,00   | Красноярський край — 811 осіб (97,2 %) |
| 139 | Французи                     |                                                | 819              | 0,00   | Москва — 352 осіб (43,6 %); Санкт-Петербург — 88 осіб (10,7 %) |
| 140 | Дунгани                      |                                                | 801              | 0,00   | Інгушетія — 207 осіб (25,8 %); Саратовська область — 47 осіб (5,9 %); Алтайський край — 39 осіб (4,9 %); Москва — 37 осіб (4,6 %) |
| 141 | Кубинці                      |                                                | 707              | 0,00   | Москва — 193 осіб (27,3 %); Санкт-Петербург — 92 осіб (13,0 %); Московська область — 41 осіб (5,8 %) |
| 142 | Орочі                        |                                                | 686              | 0,00   | Хабаровський край — 426 осіб (62,1 %); Магаданська область — 126 осіб (18,4 %); Сахалінська область — 42 осіб (6,1 %); Приморський край — 24 осіб (3,5 %) |
| 143 | Чулимці                      |                                                | 656              | 0,00   | Томська область — 484 осіб (73,8 %); Красноярський край — 159 осіб (24,2 %) |
| 144 | Осетини-дигорці              |                                                | 607              | 0,00   | Північна Осетія-Аланія — 550 осіб (90,6 %) |
| 145 | Словаки                      |                                                | 568              | 0,00   | Москва — 125 осіб (22,0 %); Московська область — 45 осіб (7,9 %); Санкт-Петербург — 41 осіб (7,2 %) |
| 146 | Негидальці                   |                                                | 567              | 0,00   | Хабаровський край — 505 осіб (89,1 %); Санкт-Петербург — 18 осіб (3,2 %) |
| 147 | Алеути                       |                                                | 540              | 0,00   | Камчатський край — 446 осіб (82,6 %); Москва — 11 осіб (2,0 %) |
| 148 | Гінухці                      |                                                | 531              | 0,00   | Дагестан — 525 осіб (98,9 %) |
| 149 | Англійці                     |                                                | 529              | 0,00   | Москва — 214 осіб (40,4 %); Санкт-Петербург — 65 осіб (12,3 %); Сахалінська область — 39 осіб (7,4 %) |
| 150 | Бенгальці                    |                                                | 489              | 0,00   | |
| 151 | Середньоазійські цигани      |                                                | 486              | 0,00   | Курганська область — 185 осіб (38,1 %); Ульяновська область — 69 осіб (14,2 %); Башкортостан — 46 осіб (9,5 %); Волгоградська область — 45 осіб (9,3 %) |
| 152 | Мегрели                      |                                                | 433              | 0,00   | Краснодарський край — 93 осіб (21,5 %); Москва — 86 осіб (20,0 %); Ростовська область — 35 осіб (8,1 %); Санкт-Петербург — 30 осіб (6,9 %) |
| 153 | Хорвати                      |                                                | 412              | 0,00   | |
| 154 | Караїми                      |                                                | 366              | 0,00   | Москва — 119 осіб (32,5 %); Санкт-Петербург — 53 осіб (14,5 %); Дагестан — 26 осіб (7,1 %) |
| 155 | Ульта (ороки)                |                                                | 346              | 0,00   | Сахалінська область — 298 осіб (86,1 %); Хабаровський край — 24 осіб (6,9 %) |
| 156 | Нідерландці (голландці)      |                                                | 334              | 0,00   | |
| 157 | Іжорці                       |                                                | 327              | 0,00   | Ленінградська область — 177 осіб (54,1 %); Санкт-Петербург — 53 осіб (16,2 %); Карелія — 24 осіб (7,3 %) |
| 158 | Фіни-інгерманландці          |                                                | 314              | 0,00   | Карелія — 154 осіб (49,0 %); Санкт-Петербург — 71 осіб (22,6 %); Ленінградська область — 35 осіб (11,1 %) |
| 159 | Шведи                        |                                                | 295              | 0,00   | |
| 160 | Тази (уде)                   |                                                | 276              | 0,00   | Приморський край — 256 осіб (92,3 %) |
| 161 | Албанці                      | арнаути                                        | 272              | 0,00   | |
| 162 | Австрійці                    |                                                | 261              | 0,00   | |
| 163 | Аджарці                      |                                                | 252              | 0,00   | Краснодарський край — 84 осіб (33,3 %); Москва — 65 осіб (26,2 %); Ростовська область — 15 осіб (5,6 %) |
| 164 | Енці                         |                                                | 237              | 0,00   | Красноярський край — 213 осіб (89,9 %) |
| 165 | Лази                         |                                                | 221              | 0,00   | Краснодарський край — 96 осіб (43,4 %); Ростовська область — 32 осіб (14,5 %); Воронезька область — 32 осіб (14,5 %) |
| 166 | Чеченці-аккинці              |                                                | 218              | 0,00   | Дагестан — 116 осіб (53,2 %) |
| 167 | Сету                         |                                                | 197              | 0,00   | Псковська область — 172 осіб (87,2 %) |
| 168 | Середньоазійські араби       |                                                | 181              | 0,00   | Тива — 30 осіб (16,6 %); Москва — 16 осіб (8,8 %); Алтайський край — 15 осіб (8,3 %); Красноярський край — 15 осіб (8,3 %) |
| 169 | Кримчаки                     |                                                | 157              | 0,00   | Краснодарський край — 32 осіб (20,4 %); Москва — 30 осіб (19,1 %); Санкт-Петербург — 22 осіб (14,0 %); Московська область — 15 осіб (10,0 %) |
| 170 | Чорногорці                   |                                                | 131              | 0,00   | |
| 171 | Хваршини                     |                                                | 128              | 0,00   | Дагестан — 107 осіб (83,6 %); Інгушетія — 14 осіб (10,9 %) |
| 172 | Русини                       |                                                | 97               | 0,00   | Москва — 9 осіб (9,3 %); Санкт-Петербург — 8 осіб (8,2 %); Московська область — 8 осіб (8,2 %) |
| 173 | Осетини-іронці               |                                                | 97               | 0,00   | Північна Осетія-Аланія — 31 осіб (32,0 %); Ростовська область — 19 осіб (20,0 %); Дагестан — 8 осіб (8,2 %) |
| 174 | Арчинці                      |                                                | 89               | 0,00   | Москва — 65 осіб (73,0 %); Дагестан — 7 осіб (7,9 %); Санкт-Петербург — 4 осіб (4,5 %) |
| 175 | Кубачинці                    |                                                | 88               | 0,00   | Дагестан — 57 осіб (64,8 %); Москва — 9 осіб (10,2 %) |
| 176 | Португальці                  |                                                | 87               | 0,00   | |
| 177 | Белуджі                      |                                                | 81               | 0,00   | |
| 178 | Водь                         |                                                | 73               | 0,00   | Ленінградська область — 12 осіб (16,4 %); Санкт-Петербург — 12 осіб (16,4 %); Москва — 10 осіб (13,7 %) |
| 179 | Інгілойці                    |                                                | 63               | 0,00   | Красноярський край — 10 осіб (15,9 %); Республіка Комі — 8 осіб (12,7 %); Татарстан — 8 осіб (12,7 %) |
| 180 | Середньоазійські євреї       |                                                | 54               | 0,00   | Москва — 14 осіб (25,9 %); Санкт-Петербург — 10 осіб (18,5 %) |
| 181 | Уруми                        |                                                | 54               | 0,00   | Оренбурзька область — 20 осіб (37,0 %) |
| 182 | Грузинские євреї             |                                                | 53               | 0,00   | Москва — 39 осіб (73,6 %); Санкт-Петербург — 6 осіб (11,3 %) |
| 183 | Тиндали                      |                                                | 44               | 0,00   | Дагестан — 33 осіб (75,0 %) |
| 184 | Свани                        |                                                | 41               | 0,00   | Карачаєво-Черкесія — 7 осіб (17,1 %); Ставропольський край — 6 осіб (14,6 %); Москва — 4 осіб (9,8 %) |
| 185 | Багулали                     |                                                | 40               | 0,00   | Дагестан — 18 осіб (45,0 %); Санкт-Петербург — 5 осіб (12,5 %) |
| 186 | Годоберинці                  |                                                | 39               | 0,00   | Дагестан (за переписом — 2 осіб, 5,1 %); Нижегородська область — 10 осіб, 25,6 %; Москва — 6 осіб, 15,4 % |
| 187 | Рушанці                      |                                                | 27               | 0,00   | |
| 188 | Баджуйці                     |                                                | 21               | 0,00   | |
| 189 | Юги                          |                                                | 19               | 0,00   | Санкт-Петербург — 4 осіб (21,0 %); Красноярський край — 3 осіб (15,8 %); Ленінградська область — 3 осіб (15,8 %) |
| 190 | Ботліхці                     |                                                | 16               | 0,00   | Дагестан (за переписом — 0 %); Московська область — 8 осіб (50,0 %); Ростовська область — 5 осіб (31,2 %) |
| 191 | Шугнанці                     |                                                | 14               | 0,00   | |
| 192 | Чамалали                     |                                                | 12               | 0,00   | Дагестан — 3 осіб (25,0 %); Інгушетія — 2 осіб (16,7 %) |
| 193 | Кереки                       |                                                | 8                | 0,00   | Чукотський АО — 3 осіб (37,5 %) |
| 194 | Кайтагці                     |                                                | 5                | 0,00   | Дагестан — 4 осіб (80,0 %) |
| 194 | Арнаути                      |                                                | 5                | 0,00   | |
| …   | інші                         |                                                | 40551            | 0,03   | |
| …   | не вказали національність    |                                                | 1460751          | 1,01   | Москва — 417 126 осіб (28,6 %); Санкт-Петербург — 367 996 осіб (25,2 %); Московська область — 172 090 осіб (11,8 %); Ленінградська область — 39 028 осіб (2,7 %); |
| …   | РАЗОМ, РФ                    |                                                | 145166731        | 100,00 | |